# Aleijadinho
Antonio Francisco Lisboa, plus connu sous le nom d'Aleijadinho, né à Ouro Preto vers le 29 août 1730 ou, plus probablement, 1738 et mort dans la même ville le 18 novembre 1814, est un sculpteur, tailleur de pierre et architecte du Brésil colonial.
On sait peu de choses avec certitude sur sa biographie, qui reste à ce jour enveloppée d'un voile de légendes et de controverses, rendant le travail de recherche sur lui très ardu et le transformant en même temps en une sorte de héros national. La principale source documentaire sur Aleijadinho est une note biographique écrite une quarantaine d'années après sa mort. Sa trajectoire se reconstitue principalement à travers les œuvres qu'il a laissées, bien que même dans ce cadre sa contribution soit controversée, puisque l'attribution de la paternité de la plupart des plus de quatre cents créations qui existent aujourd'hui associées à son nom a été faite sans aucune preuve documentaire, en se basant uniquement sur des critères de similarité stylistique avec des pièces documentées.
Tous ses travaux, y compris les sculptures, les projets architecturaux, les reliefs et la statuaire, ont été réalisés dans le Minas Gerais, en particulier dans les villes d'Ouro Preto, Sabará, São João del-Rei et Congonhas. Les principaux monuments qui contiennent ses œuvres sont l'église Saint-François-d'Assise d'Ouro Preto et le Sanctuaire du Bom Jesus de Matosinhos. Avec un style lié au baroque et au rococo, il est considéré par la critique brésilienne de façon pratiquement consensuelle comme le plus grand représentant de l'art colonial au Brésil et, au-delà des frontières brésiliennes, pour certains chercheurs étrangers, est le plus grand nom du baroque américain, méritant une place de choix dans l'histoire de l'art de l'Occident.

## Biographie

### Historiographie
De nombreux doutes entourent la vie d'Antônio Francisco Lisboa, dit l'Aleijadinho. Pratiquement toutes les données disponibles aujourd'hui proviennent d'une biographie écrite en 1858 par Rodrigo José Ferreira Bretas, 44 ans après la mort de l'Aleijadinho, basée prétendument sur des documents et des témoignages d'individus qui avaient personnellement connu l'artiste,. Cependant, les critiques récents tendent à considérer que la biographie est en bonne partie fantaisiste, s'inscrivant dans un processus d'amplification et de dramatisation de sa personnalité et de son œuvre, dans l'intention de l'élever à la condition d'icône de la « brésilianité », un mélange de héros et d'artiste, un « génie singulier, sacré et consacré », comme le décrit Roger Chartier. Plusieurs historiens envisagent que l'« Aleijadinho » pourrait être un autre artiste, un certain Antonio José da Silva, un groupe d'artistes, ou même qu'il n'aurait pas réellement existé : Bretas l'aurait créé à des fins de propagande institutionnelle, pour créer un mythe nationaliste. Le récit de Bretas, cependant, ne peut être complètement écarté, car il s'agit de la plus ancienne note biographique substantielle sur l'artiste, sur laquelle ont été construites la plupart des biographies ultérieures ; les informations qu'il apporte doivent néanmoins être confrontées à un certain scepticisme, car il est difficile de distinguer les faits réels de ce qui a été déformé par la tradition populaire et par les interprétations de l'écrivain,. Les biographies et les études critiques réalisées par les modernistes brésiliens dans la première moitié du XXe siècle ont également donné des interprétations biaisées de sa vie et de son œuvre, augmentant ainsi la quantité de stéréotypes autour de lui, qui se perpétuent encore aujourd'hui dans l'imaginaire populaire et dans une partie de la critique, et qui sont exploités tant par les instances culturelles officielles que par les agences de tourisme des villes où il a réalisé ses œuvres,,.
Les premières informations officielles concernant l'Aleijadinho apparaissent en 1790 dans un mémorandum rédigé par le capitaine Joaquim José da Silva, en application de l'ordonnance royale du 20 juillet 1782, qui prescrit d'inscrire dans un livre officiel les événements notables, dont il y a certaines nouvelles, survenues depuis la fondation de la capitainerie de Minas Gerais. Le mémorandum, rédigé du vivant de l'artiste, contenait une description de ses œuvres les plus remarquables et quelques indications biographiques. C'est en partie sur ce document que Bretas s'est basé pour rédiger le Traços biográficos relativos ao finado Antônio Francisco Lisboa, distinto escultor mineiro, mais conhecido pelo apelido de Aleijadinho (« Éléments biographiques relatifs à feu Antônio Francisco Lisboa, éminent sculpteur du Minas Gerais, plus connu sous le surnom d'Aleijadinho »), où il a reproduit des parties du document original, qui a été perdu par la suite.

### Jeunesse et formation

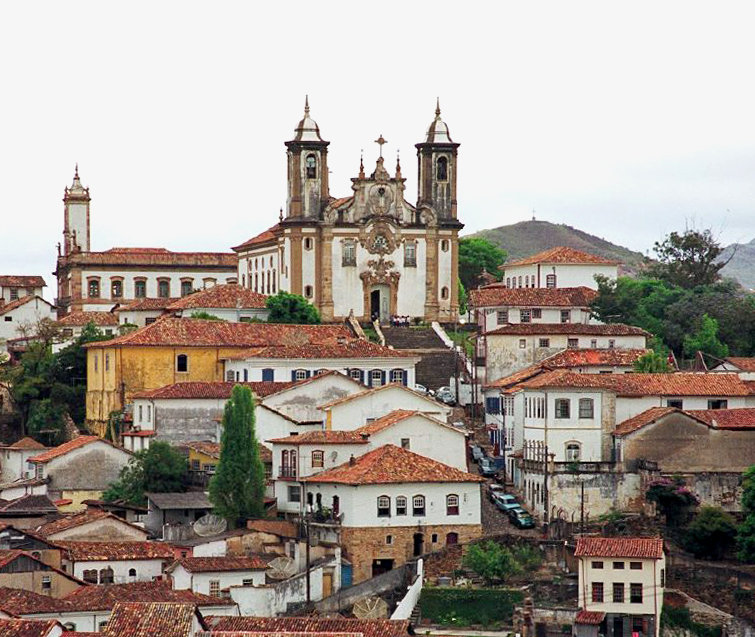
Ouro Preto, avec l'église do Carmo, l'un des projets d'Aleijadinho.

Antônio Francisco Lisboa est le fils naturel d'un maître d'ouvrage et architecte portugais respecté, Manuel Francisco Lisboa, et de son esclave africaine, Isabel. Dans l'acte de baptême invoqué par Bretas, il est indiqué qu'Antônio, né esclave, aurait été baptisé le 29 août 1730, dans ce qui s'appelait alors Vila Rica, actuellement Ouro Preto, dans la freguesia de l'église mère de Notre Dame de la Conception d'Antônio Dias, avec pour parrain Antônio dos Reis, et qu'il a été affranchi à cette occasion par son père et maître. La date de naissance de l'enfant, qui peut avoir eu lieu quelques jours auparavant, n'est pas mentionnée sur le certificat,. Cependant, il y a de solides arguments pour considérer qu'il est plus probable qu'il est soit en 1738, puisque son certificat de décès indique que sa date de décès est le 18 novembre 1814, ajoutant que l'artiste avait alors 76 ans,. La date de 1738 est acceptée par le musée Aleijadinho situé à Ouro Preto et par la plupart des études récentes,,,. Selon Vasconcelos, le manuscrit original de Bretas, trouvé dans les archives de l'archidiocèse de Mariana, fait référence à la naissance de 1738, en précisant qu'elle correspond à la date inscrite dans l'acte de décès de l'artiste ; la raison de la divergence entre les dates du manuscrit et celles du livret qui a été imprimé n'est pas claire. En 1738, son père épouse Maria Antônia de São Pedro, une Açorienne, et avec elle, il donne à l'Aleijadinho quatre demi-frères ; c'est dans cette famille que le futur artiste grandit.
Selon Bretas, les connaissances qu'Aleijadinho acquiert du dessin, de l'architecture et de la sculpture lui sont transmises par son père et peut-être par le dessinateur et peintre João Gomes Batista,,. Il fréquente l'internat du séminaire franciscain Donatus de l'Hospice de Terre Sainte de 1750 à 1759, à Ouro Preto, où il apprend la grammaire, le latin, les mathématiques et la théologie. Entre-temps, il assiste son père dans les travaux qu'il réalise dans l'église mère d'Antônio Dias et dans la Casa dos Contos, travaillant également avec son oncle Antônio Francisco Pombal, sculpteur, et Francisco Xavier de Brito. Il collabore avec José Coelho de Noronha à la sculpture des autels de l'église mère de Caeté, le projet de son père. Son premier projet individuel date de 1752 ; il s'agit d'un dessin pour la fontaine de la cour du Palais des Gouverneurs à Ouro Preto.

### Maturité
En 1756, il se rend probablement à Rio de Janeiro en accompagnant le frère Lucas de Santa Clara, transporteur d'or et de diamants qui doivent être expédiés à Lisbonne, où il reçoit peut-être l'influence d'artistes locaux. Deux ans plus tard, il crée une fontaine en stéatite pour l'hospice de Terre Sainte et se met à son compte peu de temps après. Cependant, étant mulâtre, il est souvent obligé d'accepter des contrats en tant qu'ouvrier et non en tant que maître. De la décennie de 1760 jusqu'à sa mort, il réalise une grande quantité d'œuvres, mais en l'absence de documentation le corroborant, plusieurs ont une paternité controversée et ne sont strictement considérées que comme des attributions, basées sur des critères de similarité stylistique avec sa production authentifiée. En 1767, son père meurt mais Aleijadinho, en tant que fils bâtard, n'est pas mentionné dans le testament. L'année suivante, il s'engage dans le régiment d'infanterie des Hommes Bruns d'Ouro Preto, où il reste trois ans, sans pour autant cesser son activité artistique. À cette époque, il reçoit d'importantes commandes : la façade de l'église Notre-Dame-du-Mont-Carmel de Sabará, et les chaires de l'église Saint-François-d'Assise d'Ouro Preto.

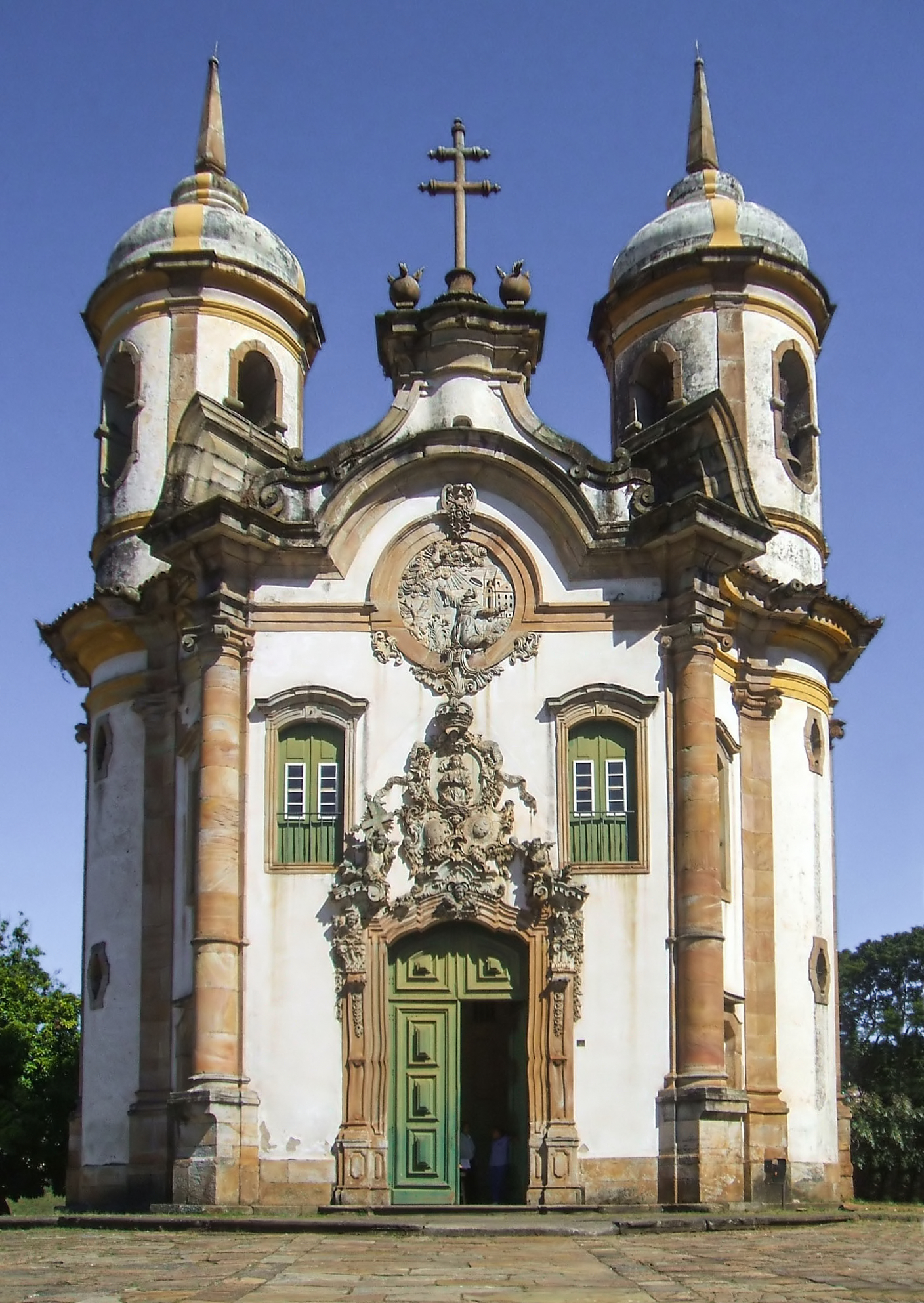
Façade de l'Église Saint-François-d'Assise d'Ouro Preto.

Vers 1770, il organise son atelier, qui est en pleine expansion, selon le modèle des guildes médiévales qui, en 1772, est réglementé et reconnu par le conseil municipal d'Ouro Preto. Toujours en 1772, le 5 août, il est reçu comme frère dans la confrérie de São José de Ouro Preto. Le 4 mars 1776, le gouverneur de la capitainerie de Minas Gerais, Dom Antônio de Noronha, suivant les instructions du vice-roi, convoque des maçons, des charpentiers, des serruriers et des forgerons pour intégrer un bataillon militaire afin de travailler à la reconstruction d'un fort dans le Rio Grande do Sul. Apparemment obligé de répondre à l'appel, Aleijadinho arrive à Rio de Janeiro, mais est ensuite renvoyé. À Rio, il a fourni un document judiciaire de la paternité d'un fils qu'il a eu avec la mulâtresse Narcisa Rodrigues da Conceição ; ce fils porte le nom de son grand-père : Manuel Francisco Lisboa. Plus tard, elle l'abandonne et emmène son fils à Rio, où il deviendra artisan.
En 1776, Antônio Francisco Lisboa réalise son premier chef-d'œuvre architectural : l'église du Tiers-Ordre franciscain, à Ouro Preto, achevée en 1794.
Selon Bretas, Aleijadinho est en bonne santé et apprécie les plaisirs de la table, des fêtes et des danses populaires ; mais à partir de 1777, les signes d'une grave maladie commencent à apparaître qui, au fil des ans, déforment son corps et nuisent à son travail, lui causant de grandes souffrances. La nature exacte de son affection est inconnue et diverses propositions de diagnostic ont été proposées par plusieurs historiens et médecins,. Malgré des difficultés croissantes, il continue de travailler intensément. Le 9 décembre 1787, il est officiellement nommé juge de l'Irmandade de São José (Confrérie de Saint-Joseph). En 1790, le capitaine Joaquim José da Silva rédige son important mémoire à la Chambre des Mariannes, partiellement transcrit par Bretas, où il donne diverses informations sur l'artiste et, témoignant de la renommée qui l'accompagne déjà à cette époque, le salue comme :

« Le nouveau Praxitèle [...] qui honore aussi bien l'architecture que la sculpture. [...] Supérieur à tout et singulier dans les sculptures de pierre, dans tous les contours ou demi-reliefs et dans les débordements et ornements irréguliers du meilleur goût français est le susdit Antonio Francisco. Dans chacune de ses pièces qui servent à mettre en valeur les bâtiments les plus élégants, on admire l'invention, l'équilibre naturel ou composé, l'équité des dimensions, l'énergie des usages et des coutumes et le choix et la disposition des accessoires avec les groupes crédibles qu'inspire la belle nature. Tant de préciosité est déposée dans un corps malade qui doit être conduit partout et ses fers attachés pour pouvoir travailler. »

### Dernières années
L'état de ses mains s'aggrave : il ne peut plus en faire usage et il devient très dépendant des personnes qui l'assistent ; aidé de ses assistants, il s'attache un marteau et un burin aux poignets pour continuer à travailler. C'est dans cet état qu'il reçoit en 1796 une autre commande importante, celle des sculptures des statues de la Via Sacra et des Prophètes pour le Sanctuaire de Bom Jesus de Matosinhos, à Congonhas, qui seront considérées comme son chef-d'œuvre. Blaise Cendrars lui donnera pour cela le surnom de « lépreux constructeur de cathédrales ».
Au recensement de 1804, son fils apparaît comme l'un de ses dépendants, avec sa belle-fille Joana et un petit-fils. Entre 1807 et 1809, sa maladie étant à un stade avancé, son atelier ferme, mais il continue à travailler. À partir de 1812, sa santé se détériore. Il s'installe dans une maison proche de l'église du Carmel à Ouro Preto, pour superviser les travaux dont s'occupe son disciple Justino de Almeida. À cette époque, il est presque aveugle et ses capacités motrices sont fortement réduites,. Pendant une brève période, il retourne dans son ancienne maison, mais doit bientôt s'installer dans la maison de sa belle-fille qui, selon Bretas, s'occupe des soins dont il a besoin jusqu'à sa mort, le 18 novembre 1814. Il est enterré à l'église mère d'Antônio Dias, dans un tombeau à côté de l'autel de Notre-Dame-de-la-Bonne-Mort.

## L'homme, la maladie et le mythe

### Personnalité et maladie
Aleijadinho a été décrit par Bretas dans les termes suivants :

« Il avait la peau marron foncé, avait une voix forte, un discours rauque et un tempérament contrarié : la stature était courte, le corps plein et mal configuré, le visage et sa tête arrondis, et le front volumineux, les cheveux noirs et crépus, la barbe serrée et épaisse, le front large, le nez régulier et quelque peu pointu, les lèvres épaisses, les oreilles grandes et le cou court. »

On sait de sa vie personnelle qu'il est un bon vivant : il aime manger et s'amuser lors de « danses vulgaires », et qu'il a épousé la mulâtresse Narcisa, avec qui il a un fils. On ne sait rien de ses idées artistiques, sociales ou politiques. Il travaille toujours à la commission et gagne une demi-octave d'or par jour, mais il n'amasse pas une fortune ; on dit plutôt qu'il est négligent avec son argent, se faisant voler plusieurs fois. D'autre part, il ferait des dons répétés aux pauvres. Il conserve trois esclaves : Maurício, son principal assistant avec lequel il partage les gains, ainsi qu'Agostinho, un assistant sculpteur, et Januário, qui guide l'âne sur lequel il monte.
Bretas rapporte qu'après 1777, l'artiste commence à montrer les signes d'une mystérieuse maladie dégénérative, qui lui vaut le surnom d'« Aleijadinho », qui signifie « le petit handicapé » ou « le petit estropié ». Son corps se déforme progressivement, ce qui lui cause des douleurs continuelles ; il aurait perdu plusieurs doigts des mains (seuls lui restent l'index et le pouce) et tous ceux des pieds, ce qui l'oblige à marcher à genoux. Pour travailler, il doit avoir les ciseaux attachés à ses moignons et, au stade le plus avancé de la maladie, il doit être porté pour tous ses déplacements — en attestent des reçus des paiements des esclaves qui l'ont porté. Son visage est également touché, ce qui lui donne une apparence grotesque. Selon le récit de Bretas, Aleijadinho a pleinement conscience de son aspect terrible, à cause duquel il a une humeur de plus en plus révoltée, colérique et suspicieuse, imaginant que même les éloges qu'il reçoit pour ses réalisations artistiques sont des moqueries déguisées.
Pour cacher sa difformité, il porte des vêtements amples et de grands chapeaux qui cachent son visage, et il préfère travailler la nuit, quand on ne peut pas le voir facilement, et à l'intérieur d'un espace fermé par des auvents. Bretas a déclaré que, selon ce qu'il avait appris de la belle-fille de l'artiste, au cours de ses deux dernières années, alors qu'Aleijadinho ne peut plus travailler et passe la plupart de son temps au lit, un côté de son corps est couvert de plaies, et il supplie constamment le Christ de venir lui donner la mort et de le délivrer de cette vie de souffrance en posant ses pieds saints sur son misérable corps,.
John Bury dit que la version le présentant sans mains provient de John Luccock, qui a visité Minas Gerais en 1818, et a été reprise par beaucoup d'autres, mais Auguste de Saint-Hilaire, par exemple, qui vécut à la même époque, a indiqué que l'artiste avait conservé ses mains, quoique paralysées — une version reprise par le baron von Eschwege. L'exhumation de ses restes en 1930 n'a pas été concluante. Les os terminaux des doigts et des orteils n'ont pas été retrouvés, mais ils ont pu se désintégrer après l'enterrement, une hypothèse suggérée par l'état de décomposition des plus gros os.
Divers diagnostics ont été proposés pour expliquer cette maladie, tous conjecturaux, qui comprennent entre autres la lèpre (une alternative peu probable, puisqu'il n'a pas été exclu des relations sociales, comme c'était le cas de tous les lépreux), les rhumatismes déformants,, le pian, l'intoxication à la « cardina » (une substance inconnue qui aurait le pouvoir d'amplifier les dons artistiques, selon un récit ancien), la syphilis,, le scorbut, un traumatisme physique dû à une chute, l'arthrite rhumatoïde, la polio et la porphyrie (une maladie qui produit une photosensibilité, ce qui expliquerait pourquoi l'artiste travaillait la nuit ou protégé par un auvent). Plusieurs de ces maladies ainsi que l'accident vasculaire cérébral ont été proposés par l'Association médicale de Minas Gerais en 1964.

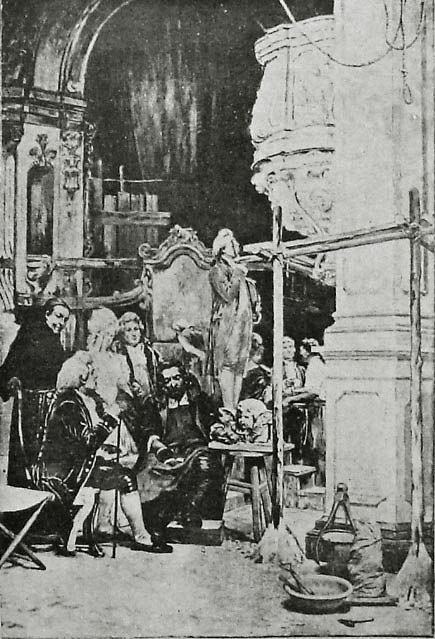
Aleijadinho em Vila Rica, vers 1898-1904, reconstitution romantique d'une scène imaginaire de la vie de l'artiste, par Henrique Bernardelli. Reproduction parue dans la revue Kósmos, aujourd'hui disparue.

La construction du mythe autour d'Aleijadinho commença déjà dans la biographie pionnière de Bretas, qui, bien qu'avertissant du fait que lorsque « tout individu devient célèbre et admirable dans n'importe quel genre, il y a ceux qui, amoureux du merveilleux, exagèrent indéfiniment ce qui est extraordinaire en lui, et à partir des exagérations qui se succèdent et s'accumulent, il est finalement possible de composer une entité vraiment idéale », louait néanmoins ses réalisations malgré un environnement hostile et une maladie accablante,. Au début du XXe siècle, cherchant à définir un nouveau sens de la « brésilianité », les modernistes des années 1920 l'ont pris comme paradigme : un mulâtre, symbole du riche syncrétisme culturel et ethnique du Brésil — Thomas parle de « fantasme de la société brésilienne » et en fait l'incarnation de la « fable des trois races » de Da Matta —, qui avait réussi à transformer l'héritage lusitanien en quelque chose d'original,. Beaucoup de bibliographie a été produite dans ce sens, créant autour de lui une aura qui a été assumée par les instances officielles de la culture nationale,.
L'un des éléments les plus actifs dans la construction du « mythe Aleijadinho » concerne la recherche incessante de signes confirmant son originalité, son « unicité » dans le panorama de l'art brésilien, transcendant le style de son époque. Cependant, cette recherche est une interprétation particulière du phénomène esthétique né au cours du romantisme, lorsque le créateur était fortement identifié à sa création, considérant celle-ci comme une propriété exclusive de celui-ci, et attribuant à l'œuvre la capacité d'exposer de véritables reflets de la personnalité et de l'âme individuelle qui l'a produite. Cet ensemble d'idées n'existait pas, du moins pas dans l'importance qu'il a acquise, au cours des périodes précédentes de l'histoire de l'art, qui excellaient dans le système de la création collective et souvent anonyme. L'art était généralement considéré comme un produit d'utilité publique, les clients déterminaient l'approche à employer dans l'œuvre, les histoires et les motifs n'appartenaient à personne, et la voix personnelle de l'artiste ne devait pas prévaloir sur les canons formels consacrés et les concepts collectifs qu'ils cherchaient à transmettre, pas plus que le créateur ne pouvait, en termes généraux, revendiquer la propriété intellectuelle sur ce qu'il écrivait, sculptait ou peignait. Ainsi, à partir de la montée du concept romantique d'originalité, encore largement enraciné aujourd'hui, toute la critique ultérieure s'est construite et en est venue à voir l'artiste comme un génie singulier, intimement fusionné à son œuvre et dont il est l'unique arbitre et propriétaire, la création prenant un profil autobiographique. Aujourd'hui encore, une partie de la critique tend à projeter une vision moderne sur des processus plus anciens qui se sont produits dans un contexte tout à fait distinct, déformant les interprétations et arrivant à des conclusions trompeuses, un problème qui affecte directement l'étude de la vie et de l'œuvre d'Aleijadinho et encore plus profondément quand on vérifie l'importance symbolique qu'il a acquise pour les Brésiliens. Il n'est certainement pas possible d'ignorer les différences de capacités artistiques ou de styles individuels, même parmi les artistes préromantiques comme lui, ni l'apparition évidente de notes originales et transformatrices dans la ligne du temps, mais plutôt que d'être le produit d'une supposée génération spontanée, d'un génie sorti de nulle part et entièrement original, Aleijadinho appartient à une lignée, a des prédécesseurs et des inspirateurs, et est le fruit d'un environnement culturel qui détermine dans une large mesure la façon dont l'art de son temps doit être créé, sans que l'artiste — concept qui n'existait pas non plus tel qu'on le comprend aujourd'hui — ait un rôle particulièrement actif dans cette détermination,,.
Sa maladie est également entrée comme un élément important dans cette image agrandie. Comme l'a résumé Gomes Junior,

« Au Brésil, Aleijadinho n'aurait pas échappé à cette représentation collective qui entoure la figure de l'artiste. Le récit de la sage-femme Joana Lopes, une femme du peuple qui a servi de base tant pour les histoires qui couraient de bouche à oreille que pour le travail des biographes et historiens, a fait d'Antônio Francisco Lisboa le prototype du génie maudit par la maladie. Son éducation est occultée afin de fixer l'idée du génie inculte ; sa condition de mulâtre est mise en avant afin de souligner ses réalisations au sein d'une communauté esclavagiste ; la nature collective du travail artistique est complètement effacée de sorte que l'individu assume un aspect démiurgique ; l'effet de la maladie est amplifié de sorte que l'effort surhumain de son travail devient clair et que la beauté est magnifiée par les conditions de la lèpre. »

Le chercheur attire également l'attention sur les preuves documentaires des reçus signés en 1796, où son écriture est encore ferme et ingénieuse, un fait inexplicable si l'on accepte ce que disait Bretas ou les rapports de voyageurs du XIXe siècle tels que Luccock, Friedrich von Weech, Francis de Laporte de Castelnau et d'autres, répétant certainement ce qui était proclamé par la voix populaire, qui disait avoir perdu non seulement des doigts, mais même ses mains,. Cependant, selon Bury, à partir de cette date, son écriture se détériore visiblement. Chartier, Hansen, Grammont et d'autres ont repris les mêmes arguments de Gomes Junior, et Barretto ajoute que la figure d'Aleijadinho est une attraction touristique à Ouro Preto à tel point que sa maladie, représentée dans les livres, est « commercialisée » dans certains points touristiques de la ville,,.
Au milieu de ce tissu de constructions biographiques douteuses mais largement consacrées par la tradition, plusieurs chercheurs ont tenté de séparer les faits de la légende, dans un effort qui a commencé presque en même temps que l'édifice mythique s'érigeait autour de lui. Les écrits pionniers de José Mariano Filho et Roger Bastide sur ce sujet sont particulièrement remarquables, appuyés ensuite par plusieurs autres écrits comme ceux des auteurs précédemment cités.

### Iconographie

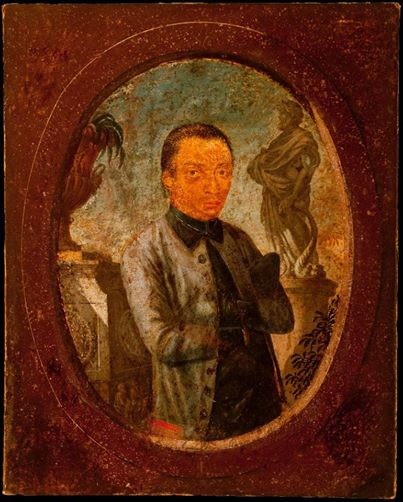
Portrait d'Aleijadinho par Euclásio Penna Ventura (XIXe siècle).

On ne sait pas si Aleijadinho a été représenté de son vivant, mais au début du XXe siècle, un petit portrait d'un mulâtre bien habillé aux mains cachées a été découvert dans la maison des ex-voto du Sanctuaire de Bom Jesus de Matosinhos, à Congonhas. L'œuvre a ensuite été vendue en 1916 au marchand Baerlein de Rio de Janeiro en tant que portrait de l'artiste, et après avoir fini dans un magasin d'antiquités, elle a été achetée par Guilherme Guinle, lorsque la paternité a été attribuée à Mestre Ataíde. En 1941, Guinle a fait don du portrait aux Archives publiques du Minas Gerais, où il a été redécouvert en 1956 par l'historien Miguel Chiquiloff, qui a entamé près de vingt ans de recherches pour prouver son authenticité. La conclusion de Chiquiloff était que l'image représente en effet Aleijadinho, mais sa paternité a été attribuée à un obscur peintre, Euclásio Penna Ventura.
Après cela, un grand débat dans la presse s'est animé, et l'opinion publique du Minas Gerais a été amenée à se montrer favorable à la reconnaissance officielle de l'œuvre comme portrait authentique du célèbre maître ; la proposition a même fait l'objet d'un projet de loi qui a été soumis à l'Assemblée législative du Minas Gerais, mais suivant un avis du Conseil d'État de la culture, qui s'est dispensé de juger un sujet qui semblait hors de sa juridiction, le projet de loi a fait l'objet d'un veto du gouverneur. Cependant, l'Assemblée a passé outre au veto du gouvernement et a approuvé la loi no 5.984 du 12 septembre 1972, reconnaissant le portrait comme l'effigie officielle et unique d'Antônio Francisco Lisboa. Certains artistes brésiliens ont également proposé des versions conjecturales de son apparence, notamment Belmonte et Henrique Bernardelli.

## Contexte historique et artistique
Aleijadinho a travaillé pendant la période de transition du baroque au rococo et, comme nous le verrons plus loin, son travail reflète les caractéristiques de ces deux périodes. Cependant, la distinction entre eux n'est pas toujours claire, ce qui fait que de nombreux critiques les considèrent comme une unité ; pour ceux-ci, le rococo représente la phase finale du cycle baroque. D'autres, à leur tour, comprennent le Rococo comme un courant autonome et différencié. Cette polémique atteint directement Aleijadinho, et rend parfois confuse la définition de son style personnel et son insertion dans les grands courants esthétiques internationaux,,,.
Le baroque, apparu en Europe au début du XVIIe siècle, est un style de réaction contre le classicisme de la Renaissance, dont les bases conceptuelles tournent autour de la symétrie, de la proportionnalité et du confinement, de la rationalité et de l'équilibre formel. Ainsi, l'esthétique baroque excelle dans l'asymétrie, l'excès, l'expressivité et l'irrégularité. Au-delà d'une tendance purement esthétique, ces traits constituaient un véritable mode de vie et donnaient le ton à toute la culture de l'époque, une culture qui mettait l'accent sur le contraste, le conflit, la dynamique, le dramatique, le grandiloquent, la dissolution des frontières, ainsi qu'un goût prononcé pour l'opulence des formes et des matériaux, devenant un véhicule parfait pour l'Église catholique de la Contre-Réforme et les monarchies absolutistes montantes pour exprimer visiblement leurs idéaux de gloire et affirmer leur pouvoir politique.
La bonne compréhension du baroque dans les arts ne peut être obtenue en analysant des œuvres ou des artistes individuels, mais plutôt en étudiant leur contexte culturel et les structures architecturales qui ont été érigées à cette époque - les palais et les grands théâtres et églises - qui ont servi de cadre à une « œuvre d'art totale », qui comprenait l'architecture elle-même, ainsi que la peinture, la sculpture, les arts décoratifs et les arts du spectacle tels que la musique, la danse et le théâtre, car le baroque cherchait à intégrer toutes les formes d'expression dans un ensemble enveloppant, synthétique et agglutinant,.
Dans l'Europe baroque, l'Église catholique et les tribunaux rivalisaient en matière de mécénat artistique. Le baroque brésilien a prospéré dans un contexte très différent, à l'époque où le Brésil était encore une colonie fortement exploitée. Le tribunal se trouvait au-delà de l'océan, dans la métropole portugaise, et l'administration interne qu'il imposait sur les terres conquises aux Indiens était inefficace et lente. Cet espace social fut immédiatement occupé par l'Église à travers ses bataillons de missionnaires intrépides, capables et entreprenants, qui administraient en plus des offices divins une série de services civils, étaient en première ligne de la conquête de l'intérieur du territoire, organisaient une grande partie de l'espace urbain et dominaient l'enseignement et l'assistance sociale en entretenant des collèges et des orphelinats, des hôpitaux et des asiles. Il n'est pas étonnant que l'Église ait aussi pratiquement monopolisé l'art colonial brésilien, avec une rare expression profane notable,.
Né principalement comme un projet de lutte contre les protestants, qui condamnaient le luxe dans les églises et le culte des images, le baroque, en particulier au Brésil, était un style principalement motivé par l'inspiration religieuse, mais en même temps il mettait énormément l'accent sur le sensorialisme, captivé par la richesse des matériaux et des formes et par l'exubérance décorative, essayant de concilier l'illustration des gloires spirituelles avec l'appel au plaisir mondain, considérant cela comme un instrument didactique particulièrement adapté à l'éducation morale et religieuse. Ce pacte ambigu, lorsque les conditions le permettaient, a créé des monuments artistiques d'une énorme complexité formelle et d'une grande richesse plastique. Comme l'a dit Germain Bazin, « pour l'homme de ce temps, tout est spectacle », mais une telle richesse était aussi un tribut dû à Dieu, pour sa propre gloire,.
En concurrence avec les dissidents protestants, le clergé catholique a cherché en somme à coopter davantage d'adeptes en traduisant les significations abstraites de leur religion dans un langage visuel hautement rhétorique, qui avait un sens scénographique et déclamatoire, et qui s'exprimait plein d'hyperboles et autres figures de style, ce qui se reflétait plastiquement dans l'extrême complexité du travail de sculpture et le mouvement vif et alambiqué des formes statuaires, picturales et architecturales, qui séduisaient par leur somptuosité et des motifs facilement compréhensibles par le peuple. À une époque où la population était majoritairement analphabète, l'art catholique baroque était un complément très convaincant du catéchisme verbal. Rien ne pourrait mieux atteindre le but de cet art que d'exploiter la représentation des émotions les plus puissantes et les plus élémentaires de la nature humaine, telles que la dévotion, l'amour, la peur et la compassion. Le programme iconographique contre-réformiste a choisi les thèmes, l'approche formelle et les modalités de développement narratif du discours visuel, en prévoyant l'obtention d'un effet affectif spécifique pour chaque œuvre. Privilégiant les moments les plus dramatiques de l'histoire sacrée, il y a eu de nombreux Christs flagellés, des vierges au cœur transpercé par des couteaux, des crucifix ensanglantés, des martyrs dans l'apothéose de leurs épreuves. Mais cette même dévotion, qui a si souvent adoré le tragique, a également façonné d'innombrables scènes d'extase et de visions célestes, de gracieuses Madones et de doux Bébés Jésus, dont l'appel au cœur simple du peuple a été immédiat et efficace.

### Cycle mineiro
Minas Gerais avait la particularité d'être une zone de peuplement plus récente par rapport à la côte, et l'on pouvait construire avec plus de liberté, dans une esthétique plus actuelle, dans ce cas, le Rococo, une profusion de nouvelles églises, sans avoir à adapter ou à réformer des bâtiments plus anciens déjà établis et encore en usage, comme c'était le cas sur la côte, ce qui les rend exemplaires en ce qui concerne l'unité stylistique. L'ensemble rococo des églises de Minas revêt une importance particulière, tant par sa richesse et sa variété que par le fait qu'il témoigne d'une phase très spécifique de l'histoire du Brésil, lorsque la région a attiré l'attention de la métropole portugaise pour ses importants gisements d'or et de diamants et a constitué le premier noyau au Brésil d'une société éminemment urbaine,. Le style typiquement pratiqué dans le Minas Gerais avait son centre principal dans l'ancienne Vila Rica, aujourd'hui Ouro Preto, fondée en 1711, mais a également prospéré vigoureusement à Diamantina, Mariana, Tiradentes, Sabará, Cachoeira do Campo, São João del-Rei, Congonhas et un certain nombre d'autres villes et villages miniers. Lorsque l'or a commencé à s'épuiser, vers 1760, le cycle culturel de la région a également connu un déclin, mais c'est alors que son style caractéristique, à cette époque déjà en transition vers le rococo, a atteint son point culminant avec l'œuvre mûre d'Aleijadinho et de Mestre Ataíde. La richesse de la région au XVIIIe siècle a également favorisé l'émergence d'une élite urbaine qui s'intéresse à l'art, parraine les artistes et apprécie les œuvres profanes. Selon Afonso Ávila,

« L'expérience singulière de la capitainerie de Minas Gerais a constitué, par les particularités du conditionnement économique et du processus civilisateur, un moment unique dans l'histoire culturelle brésilienne. Et si l'or et les diamants - ou plutôt, si l'industrie minière était, dans le domaine de l'économie, le facteur matériel de cristallisation et d'autonomie de la culture montagnarde, l'atavisme baroque a conçu son soutien spirituel, imprimant à la vie de la société minière ses normes éthiques-religieuses et imposant aux manifestations créatives ses valeurs et ses goûts esthétiques. Sans cette unité de conformation philosophique, il n'aurait jamais été possible de sédimenter une culture aussi authentique dans son individualité, un phénomène qui ne relève pas d'une contingence historico-régionale, mais d'une polarisation des virtualités ethniques du peuple colonisateur qui trouverait ici des conditions exceptionnelles d'expansion et d'affirmation. »

Un mot sur le rôle des confréries dans la vie sociale de Minas, auxquelles Aleijadinho était lié par l'Irmandade de São José, qui fréquentait surtout les mulâtres et attirait de nombreux menuisiers. Il s'agissait d'organisations qui parrainaient les arts, fomentaient l'esprit de la vie chrétienne, créaient un réseau d'assistance mutuelle pour leurs membres et se consacraient au soin des pauvres. Beaucoup sont devenus très riches, et ils se sont fait concurrence pour construire des temples décorés avec luxe et raffinement, arborant des peintures, des sculptures et des statues. On considère également que les confréries avaient un côté politique, agissant dans la construction d'une conscience sociale dans un environnement dominé par l'élite blanche portugaise. Rappelez-vous en ce sens qu'à l'époque où Aleijadinho travaillait à Minas, il était dans un état d'agitation politique et sociale périodique, fortement poussé par la Couronne portugaise, qui voulait à tout prix l'or des mines, étant en vertu de cette pression intolérable le siège de l'Inconfidência Mineira. Il est documenté qu'Aleijadinho a eu des contacts avec l'un des inconfidentes, Cláudio Manuel da Costa, mais ses opinions politiques sont inconnues.
Le rococo peut être décrit de manière succincte comme un adoucissement et un éclaircissement du baroque. Selon Myriam Oliveira, la manière dont il a été introduit à Minas est obscure et controversée, et on ne sait avec certitude qu'à partir des années 1760, des œuvres de ce genre sont déjà apparues dans différentes parties de la région, sans lien apparent entre elles. D'autres chercheurs attribuent l'émergence du style à Minas à la diffusion de gravures, de statues et de carreaux portugais allemands et français, créés dans cette esthétique déjà consolidée en Europe à cette époque,. Il faut noter que tout au long du Brésil colonial, l'art s'est développé dans une structure d'enseignement assez précaire, essentiellement artisanale et corporative, et la pratique de l'apprentissage par l'étude de reproductions de grands spécimens de l'art européen était un processus courant chez les artistes indigènes, qui y cherchaient l'inspiration pour leurs propres œuvres,. La circulation des artistes portugais dans la région est également certaine, qui connaissaient bien l'art de la métropole et ont naturellement imprimé leur marque chez les mineurs.
En tout cas, le rococo se caractérise par l'abandon de la décoration lourde et compacte des temples côtiers plus anciens, typiquement baroques, pleins de sculptures denses, souvent entièrement recouvertes d'or, encadrant des panneaux compartimentés peints de couleurs sombres, dits caixotões, et adoptant à la place des décorations plus ouvertes, fluides, lumineuses et légères. L'adoucissement s'est également imprimé dans l'architecture, avec des façades plus élégantes et des portiques plus décoratifs, des fenêtres plus grandes pour un éclairage intérieur plus efficace, des plantes plus vivaces, des matériaux dociles comme la pierre ollaire, et des intérieurs à prédominance blanche, entrecoupés de sculptures plus délicates et gracieuses, plus vastes et aussi plus clairsemées, recourant souvent à des motifs dérivés de la forme de la coquille avec de légères polychromies. L'approche générale de l'iconographie sacrée n'a cependant pas été très affectée par le Rococo dans les pays de forte tradition contre-réformiste comme le Portugal et le Brésil, poursuivant ce qui a été décrit sur le thème au Baroque, y compris ici le cas des œuvres sculpturales d'Aleijadinho, dont la dramaturgie et l'éloquence sont frappantes,.
L'appartenance d'Aleijadinho aux écoles esthétiques mentionnées ci-dessus est un motif de contestation, et certains auteurs détectent même dans sa production des traces de styles archaïques comme le gothique, qu'il aurait connu par le biais de gravures florentines. Mário de Andrade, dans l'enthousiasme qui a caractérisé la redécouverte d'Aleijadinho par les modernistes, s'est même exprimé sur son style à l'échelle épique, en disant que

« L'artiste a erré dans le monde. Il a réinventé le monde. Aleijadinho se souvient de tout ! Il évoque les primitifs italiens, esquisse la Renaissance, touche au gothique, est parfois presque français, presque toujours très germanique, est espagnol dans son réalisme mystique. Une énorme irrégularité cosmopolite, qui l'aurait conduit à quelque chose de désespérément dilettante si ce n'était de la force de sa conviction imprimée dans ses œuvres immortelles. »

Parfois, Aleijadinho est analysé comme un élément de transition entre le baroque et le rococo, comme c'est le cas de Bazin, Brandão, Mills, Taylor et Graham,,. D'autres le considèrent comme un maître typique du rococo, comme James E. Hogan, pour qui il fut le plus grand représentant du rococo brésilien, ou Myriam Oliveira, éminente spécialiste de l'art colonial, qui dénonça la tendance récurrente à assimiler le « phénomène minier » à l'orbite du baroque, défaut fondamental qu'elle a relevé dans la plupart des études modernes sur l'art de la région et sur Aleijadinho, et qui est à l'origine du concept, ainsi divulgué, et pour elle faux, de « Baroque minier ». D'autres y voient un exemple parfait du baroque, comme Clemente, Ferrer, Fuentes et Lezama Lima,,. John Bury considère que :

« Le style d'Aleijadinho appartient au baroque, au sens le plus large du terme. L'esprit du baroque était celui de l'universalité catholique et impériale et, à cet égard, Aleijadinho a été un véritable maître de ce style. Il a saisi instinctivement les notions de base du baroque en termes de mouvement, d'absence de limites et d'esprit théâtral, ainsi que l'idée que tous les arts, l'architecture, la sculpture, la taille, la dorure, la peinture et même les spectacles éphémères. [...] devraient être utilisés comme des éléments contribuant harmonieusement à un grand effet illusoire. »

L'influence de l'art populaire dans son œuvre est également soulignée, comme l'indique Junqueira Filho lorsqu'il affirme que sa singularité réside dans le fait qu'il dépasse le talent d'un simple copiste et les particularités d'un langage populaire qui, cependant, persiste visible comme « une grâce artisanale » dans son processus d'appropriation des modèles cultes, de dépassement de ces modèles et d'acquisition du statut d'œuvre nouvelle et originale, une réalisation qui serait responsable de l'universalité de sa contribution sans que cela n'implique une perte de ses racines populaires, ce qui justifie également sa pertinence dans le panorama de l'art brésilien.

## Œuvre

### Paternité questionnée et style personnel
Comme pour les autres artistes coloniaux, l'identification des œuvres d'Aleijadinho est rendue difficile par le fait que les artistes de l'époque ne signaient pas leurs œuvres et par la rareté des sources documentaires. En général, les documents tels que les contrats et les reçus convenus entre les confréries religieuses et les artistes sont les sources les plus fiables pour l'attribution de la paternité. D'autres documents, tels que les Memoria du conseiller de Mariana transcrites par Bretas et la tradition orale sont également des éléments utiles. Les comparaisons stylistiques entre les œuvres authentifiées et celles dont la paternité est suggérée peuvent servir à identifier l'auteur, bien que ce critère soit toujours conjectural,, d'autant plus qu'on sait que le style « typique » d'Aleijadinho a créé une école, qui a été poursuivie par un grand nombre de sculpteurs mineiro et copiée jusqu'à aujourd'hui par les tailleurs de pierre de la région,. Ce style a été décrit par Silvio de Vasconcellos comme présentant les traits suivants :
- positions des pieds à un angle proche de l'angle droit ;
- drapés avec des plis aigus ;
- proportions quadrangulaires des mains et des ongles, avec le pouce dentelé et allongé et l'index et le doigt inférieur éloignés l'un de l'autre, l'anneau et le milieu réunis de même longueur ; chez les figures féminines, les doigts s'effilent et se recourbent, s'élevant dans leur tiers médian ;
- menton divisé par une fosse ;
- bouche entrouverte et lèvres peu charnues, mais bien dessinées ;
- nez effilé et proéminent, narines profondes et marquées ;
- yeux déchirés en forme d'amande, avec des pupilles lacrymales et plates accentuées ; arcades sourcilières relevées, réunies en « V » au niveau du nez ;
- des moustaches s'élèvent des narines, se séparent des lèvres et se confondent avec la barbe ; la barbe est en retrait dans le visage et se divise en deux enroulements ;
- bras courts, un peu rigides, surtout dans les reliefs ;
- cheveux stylisés, modelés en bobines sinueuses et striées, se terminant en volutes et avec deux mèches sur le front ;
- forte expressivité, regard pénétrant.

À titre d'exemple, on trouvera sur le côté une des nombreuses images qui ont été acceptées comme son auteur sur la base d'une comparaison stylistique, une Nossa Senhora das Dores, aujourd'hui dans la collection du Musée d'art sacré de São Paulo.
Beatriz Coelho a divisé son évolution stylistique en trois phases : la première, entre 1760 et 1774, lorsque son style est indéfini, à la recherche d'une caractérisation ; la seconde, entre 1774 et 1790, lorsqu'il se personnalise et que ses œuvres sont définies par la fermeté et l'idéalisation, et la dernière, entre 1790 et sa mort, lorsque la stylisation atteint des extrêmes, loin du naturalisme, en essayant d'exprimer la spiritualité et la souffrance.
Un autre aspect dont il faut tenir compte est le système de travail en ateliers collectifs qui était en vigueur dans les mines de son temps ; on ne sait pas exactement dans quelle mesure il est intervenu directement dans l'exécution de nombre de ses œuvres, même documentées. Les maîtres d'œuvre intervenaient souvent dans la conception originale des églises, et la surveillance des travaux était assurée par des équipes des guildes, associées aux pouvoirs civil et ecclésiastique, qui avaient également un pouvoir de direction. Pour la sculpture des autels et des sculptures, un nombre indéterminé d'artisans assistants ont également participé, qui, s'ils suivaient les directives du concepteur commandé, laissaient leur marque sur les pièces terminées,, comme l'a dit Angela Brandão,

« Bien que tout le système d'organisation de l'exercice des métiers mécaniques, hérité des modèles médiévaux portugais, ait été modifié pour s'adapter à la colonie brésilienne, il semble certain qu'au Portugal comme au Brésil, la division rigide des fonctions exercées par les différents officiers n'a jamais été soigneusement maintenue... Les chevauchements ou l'exercice de fonctions dépassant les limites professionnelles établies pour chaque métier mécanique ne manquaient pas de générer des conflits... Des voies différentes, prises en considération, conduisent à la conclusion que les œuvres artistiques et artisanales, dans leurs activités variées, entremêlaient leurs fonctions entre les mains de différents officiers (les « officiers de tout », pour reprendre le terme du XVIe siècle), dans les chantiers et dans les différentes charges promues par les confréries et le diocèse de Minas Gerais au XVIIIe siècle. »

Étant l'une des icônes de l'art brésilien, son travail est très apprécié sur le marché, et dans le problème de l'attribution de la paternité, de fortes pressions entrent en jeu de la part des différents secteurs concernés, notamment les organismes officiels, les collectionneurs et les marchands d'art. Bien que son œuvre documentée se limite à un nombre relativement restreint de commandes (deux d'entre elles incluant les grands groupes sculpturaux de Congonhas, la Via Sacra et les Prophètes), le catalogue général publié par Márcio Jardim en 2006 a répertorié 425 pièces comme son œuvre exclusive, sans l'aide d'autres personnes, soit un nombre bien plus important que les 163 œuvres répertoriées en 1951, lors du premier catalogage. Et ce nombre ne cesse de croître : plusieurs pièces d'auteurs inconnus jusqu'alors ont été « authentifiées » ces dernières années, presque invariablement sans aucune base documentaire,,,. Une étude critique publiée en 2003 par des chercheurs liés à l'Institut national du patrimoine artistique et historique (IPHAN), Myriam Oliveira, Antônio Batista dos Santos et Olinto Rodrigues dos Santos Filho, a contesté des centaines de ces attributions, et le livre a fini par voir son édition complète saisie par ordonnance judiciaire, délivrée dans le cadre d'un processus ouvert par Renato Whitaker, grand collectionneur d'Aleijadinho, qui s'est senti lésé lorsqu'il a vu plusieurs de ses pièces discréditées. L'embargo fut cependant levé par la suite,,. D'autres contestations vinrent de Guiomar de Grammont, alléguant que de son vivant, et atteint d'une maladie limitante, il lui serait impossible d'exécuter toutes les œuvres qui lui étaient attribuées. Elle a en outre affirmé avoir « des raisons de soupçonner qu'il existe une collusion entre les collectionneurs et les critiques pour valoriser les œuvres anonymes »,.

### Œuvres principales

#### Taille

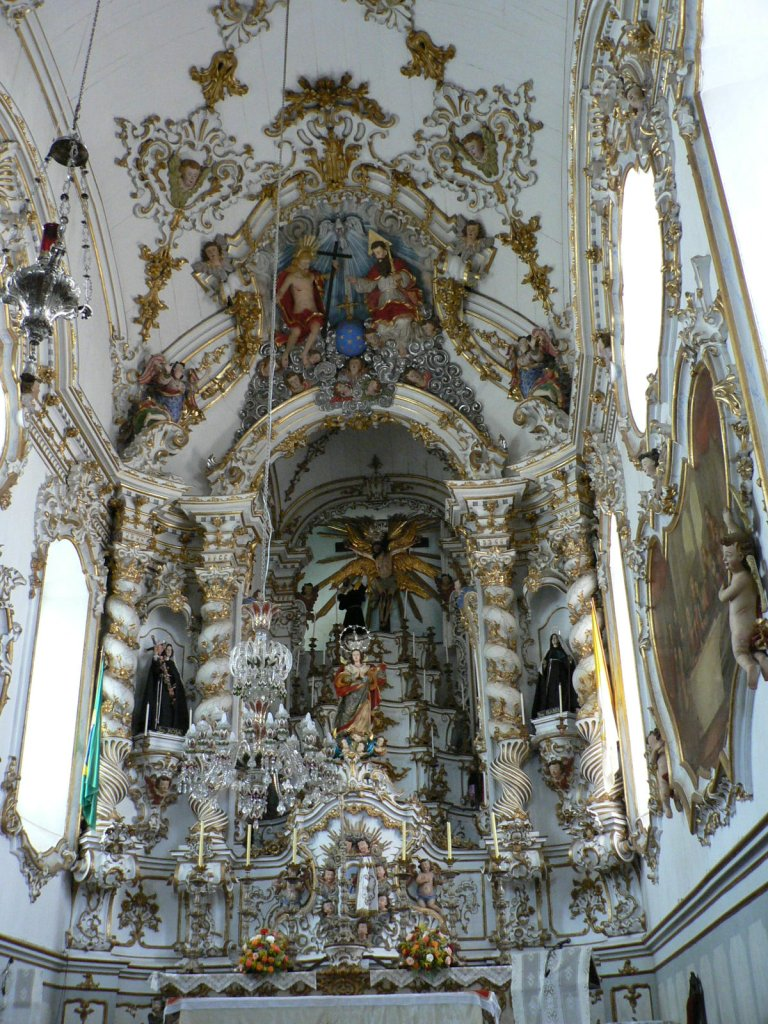
Retable de la chapelle principale de l'église de São Francisco à São João del-Rei.

En tant que sculpteur, il est documenté la participation d'Aleijadinho à au moins quatre grands retables, en tant que projecteur et exécuteur. Dans tous, son style personnel s'écarte sur certains points significatifs des modèles baroque-rococo qui prévalaient alors. La caractéristique la plus frappante de ces compositions complexes, qui présentent un caractère à la fois sculptural et architectural, est la transformation de l'arc de couronnement, déjà sans fronton, remplacé par un imposant groupe statuaire, ce qui, selon Oliveira, suggère la vocation essentiellement sculpturale de l'artiste. Le premier ensemble était le projet de la chapelle principale de l'église de São José à Ouro Preto, daté de 1772, année où il a rejoint la confrérie correspondante. Les travaux ont cependant été exécutés par un artisan peu qualifié, ce qui a nui au résultat esthétique. Il présente encore un dais de couronnement, mais il est déjà dépourvu d'ornements et possède un groupe sculptural,.
L'ensemble le plus important est le retable de l'église de São Francisco de Assis à Ouro Preto, où la tendance à peupler de figures le dais du couronnement atteint son point culminant, avec un grand groupe sculptural représentant les trois personnes de la Sainte Trinité. Ce groupe complète non seulement le retable, mais s'intègre efficacement à l'ornementation de la voûte, fusionnant mur et plafond dans une vigoureuse poussée vers le haut. Toute la sculpture du retable porte une forte empreinte sculpturale, plus que simplement décorative, et réalise un jeu original de plans diagonaux à travers ses éléments structurels, qui constitue un des éléments distinctifs de son style dans ce domaine, et qui a été repris dans l'autre grand ensemble qu'il a conçu, pour l'église franciscaine de São João del-Rei,.
L'étape finale de l'évolution de son style de sculpteur est illustrée par les retables qu'il a réalisés pour l'église de Nossa Senhora do Carmo à Ouro Preto, conçus et exécutés par lui entre 1807 et 1809, étant les derniers qu'il a créés avant que sa maladie ne le force à superviser plutôt qu'à exécuter ses idées. Ces dernières pièces présentent un grand séchage formel, avec la réduction des éléments décoratifs à des formes essentielles, d'une grande élégance. Les retables sont nettement verticaux et s'inscrivent entièrement dans les canons du rococo ; ils abandonnent entièrement le schéma de l'arc de couronnement, n'employant que des formes dérivées de la coquille (le « rocher ») et de la ramure comme motifs centraux de l'ornementation. Le fût des colonnes n'est plus divisé en deux par un anneau dans le tiers inférieur, et la jupe apparaît intégrée dans la composition par des volutes sinueuses.

#### Architecture

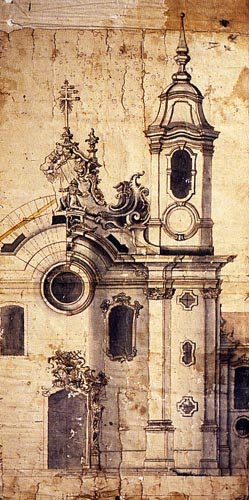
Projet pour la façade de l'église São Francisco à São João del-Rei.

Aleijadinho a joué le rôle d'architecte, mais l'extension et la nature de cette activité sont assez controversées. Il ne subsiste que des documents concernant la conception de deux façades d'églises, Nossa Senhora do Carmo à Ouro Preto et São Francisco de Assis à São João del-Rei,, toutes deux commencées en 1776, mais dont les dessins ont été modifiés dans les années 1770.
La tradition orale veut qu'il soit également l'auteur du dessin de l'église de São Francisco de Assis à Ouro Preto, mais en ce qui le concerne, seule sa participation en tant que décorateur est documentée, créant et exécutant des retables, des chaires, des herses et un lavabo. Il a également créé, comme déjà mentionné, des projets de retables et de chapelles, qui s'inscrivent davantage dans la fonction de décorateur-tailleur, même s'ils ont des proportions architecturales. Oliveira affirme que la comparaison entre les projets de façade documentés et ceux qui sont traditionnellement attribués montre que nous avons affaire à des univers stylistiques très différents, ce qui suggère que l'attribution de l'église franciscaine d'Ouro Preto à Aleijadinho est pour le moins discutable. Ce dernier présente un modèle plus compact, avec des volumes plus dynamiques et une faible ornementation des ouvertures, à l'exception de la porte, dont la paternité est définie par Aleijadinho. Son esthétique renvoie davantage aux anciens modèles du baroque. Les deux autres ont des fenêtres décorées et des volumes moins saillants, et sont conçus déjà bien dans le style rococo.
Les problèmes deviennent plus complexes dans l'analyse de sa contribution à l'architecture religieuse du Minas Gerais lorsque l'on constate le décalage entre le projet de l'église de São Francisco de Assis à São João del-Rei, qui a été récupéré, avec le résultat que l'on peut voir aujourd'hui, ayant subi plusieurs modifications de la part de Francisco de Lima Cerqueira, au point qu'il est juste de le qualifier de co-auteur de l'ouvrage,

#### Sculpture

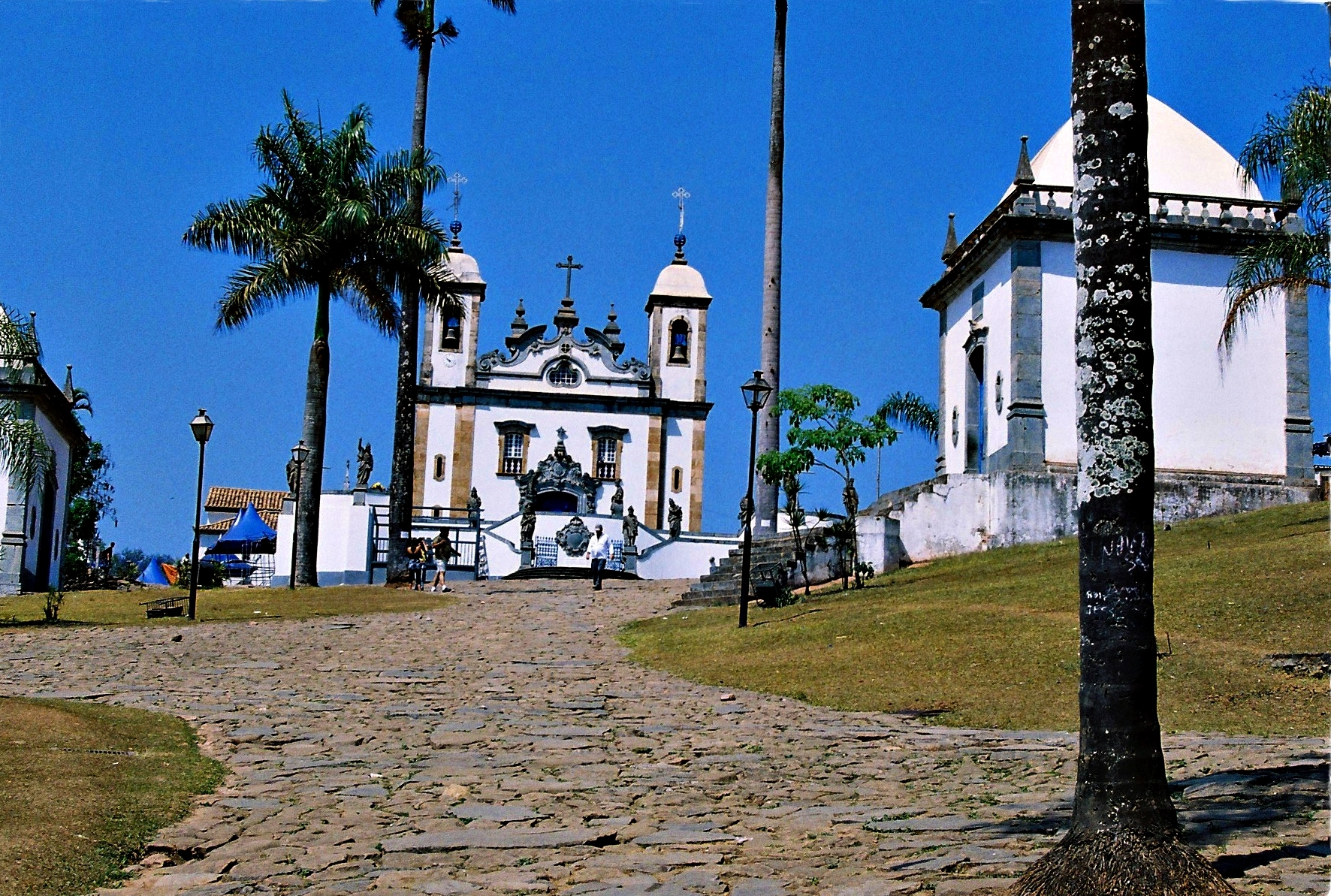
L'église, surplombant l'aître et ses douze prophètes, au sommet d'une colline auquel on accède après avoir visité les chapelles de la Via Sacra, qui contiennent des sculptures d'Aleijadinho.

Ses plus grandes réalisations en matière de sculpture en grandeur nature sont les décors du Sanctuaire de Bom Jesus de Matosinhos, à Congonhas — les 66 statues de la Via Sacra, de la Via Crucis ou des Pas de la Passion, réparties dans six chapelles indépendantes, et les Douze Prophètes dans le cimetière de l'église. Toutes les scènes de la Via Sacra, sculptées entre 1796 et 1799, sont intensément dramatiques, et cet effet est renforcé par les statues grandeur nature aux couleurs vives, peintes, selon un contrat signé en 1798, par Mestre Ataíde et Francisco Xavier Carneiro. Cependant, il n'est pas certain que Carneiro ait travaillé sur les pièces, car aucun paiement à son profit n'est enregistré dans le Livro 1° de Despesa avant 1837, date à laquelle il est fermé,.
La typologie de la Via Sacra est ancienne, elle remonte à la tradition du Sacro Monte, née en Italie des siècles avant sa reprise à Congonhas. Le type consiste en un ensemble de scènes de la Passion du Christ, d'un caractère théâtral et pathétique, explicitement destiné à invoquer la piété et la compassion, reconstruisant brièvement le parcours de Jésus depuis la dernière Cène jusqu'à sa crucifixion. Les scènes sont généralement disposées dans une série de chapelles précédant un temple placé haut sur une colline ou une montagne — d'où le nom de Sacro Monte —, exactement comme pour le Sanctuaire de Congonhas, érigé par Feliciano Mendes en paiement d'une promesse et imitant le modèle du sanctuaire du même nom à Braga, au Portugal.
Julian Bell a trouvé dans l'ensemble brésilien une intensité qui n'est pas surpassée même par ses modèles italiens, et Mário de Andrade l'a lu comme un exemple d'expressionnisme parfois féroce ; Gilberto Freyre et d'autres ont vu dans certaines de ces pièces, notamment les grotesques soldats romains tourmentant le Christ, un cri poignant et sarcastique, bien que voilé, de protestation contre l'oppression de la colonie par le gouvernement portugais et du noir par le blanc,. Freyre, en même temps, a identifié des racines typiquement folkloriques pour la constitution de son style personnel extravagant, comme l'iconographie satirique de la culture populaire, admirant la manière habile avec laquelle Aleijadinho a introduit des éléments de la voix du peuple dans l'univers de la haute culture du baroque international.

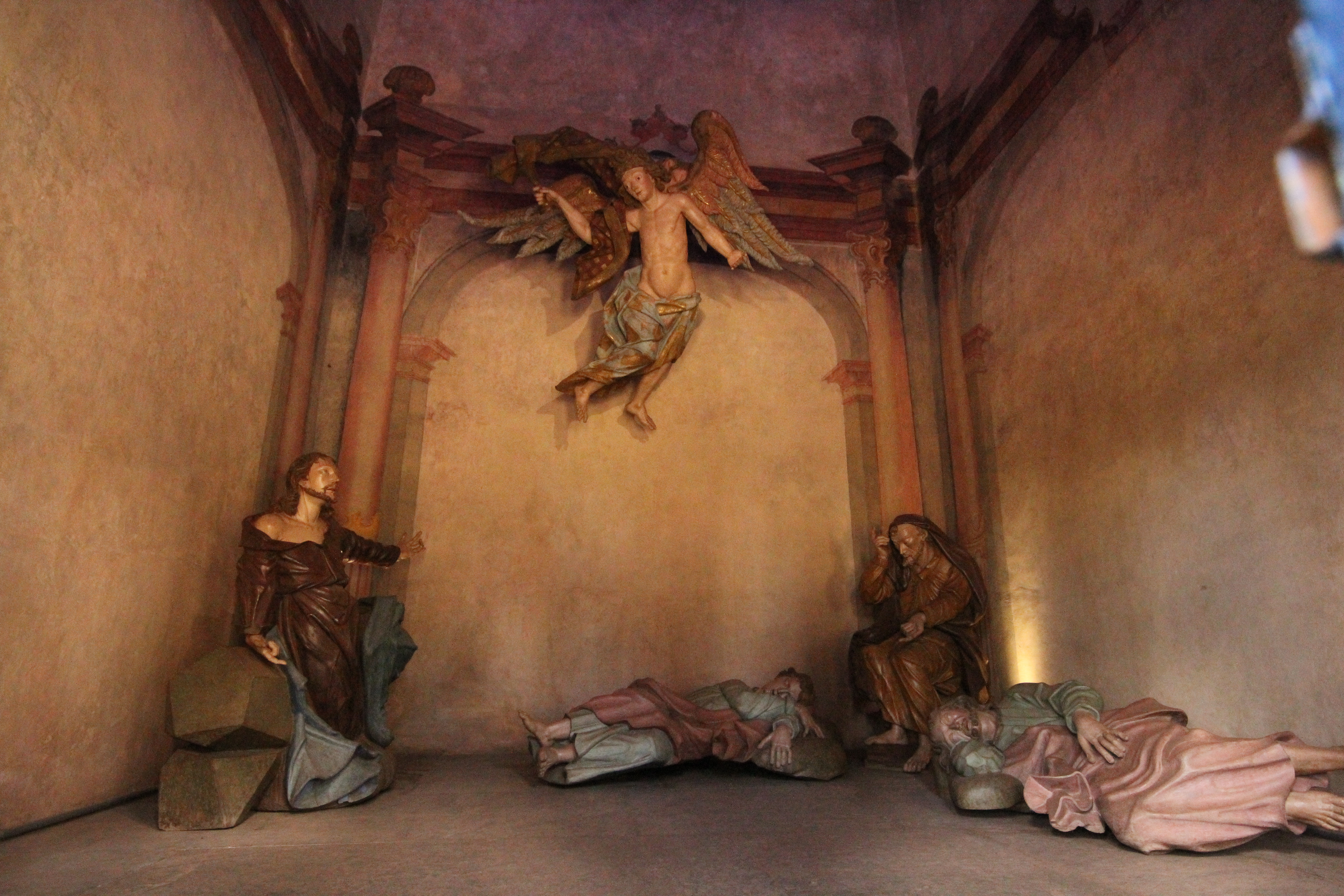
Chapelle 2 : Agonie dans le Jardin des Oliviers.

En comparant la qualité des différentes figures individuelles, les chercheurs ont conclu qu'il n'a pas exécuté toutes les images du Chemin de Croix. Sa main n'a été posée que sur celles de la première chapelle, où est représentée la Cène, et sur celles de la deuxième chapelle, où est représentée l'Agonie au jardin des Oliviers. Dans les autres chapelles, il n'aurait personnellement sculpté que certaines des figures. Dans la troisième, la Prison, le Christ et peut-être Saint Pierre, et dans celle qui contient deux scènes, la Flagellation et le Couronnement d'épines, également les figures du Christ, et un des soldats romains, qui aurait servi de modèle à tous les autres, sculptés par ses assistants. Dans la chapelle du Portage de la croix, la figure du Christ et peut-être les deux femmes en pleurs, ainsi que le garçon portant un clou de la croix. Dans la chapelle de la Crucifixion, il y aurait les images du Christ cloué et des deux voleurs qui le flanquaient au Calvaire, plus peut-être aussi celle de Marie Madeleine,.

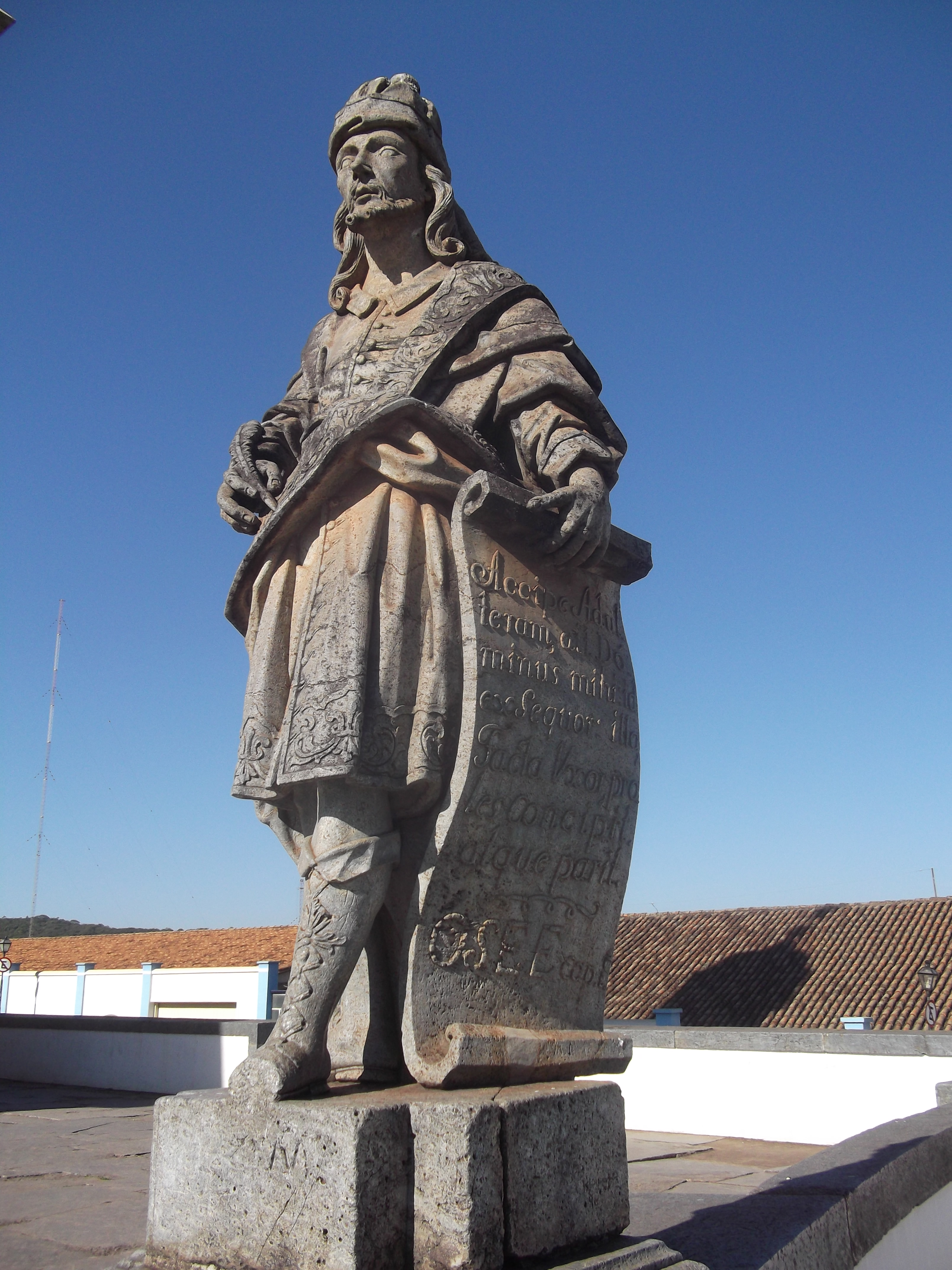
La statue d'Osée.

L'autre partie de l'ensemble de Matosinhos est constituée par les douze sculptures des prophètes en stéatite, réalisées entre 1800 et 1805, dont le style en particulier est source de controverses depuis l'incompréhension manifeste de Bernardo Guimarães au XIXe siècle, qui, déconcerté par les erreurs apparentes de sculpture et de conception, reconnaissait néanmoins dans les statues des moments d'une beauté et d'une solennité remarquables, véritablement dignes des prophètes. Sont représentés les quatre principaux prophètes de l'Ancien Testament — Isaïe, Jérémie, Ézéchiel et Daniel —, qui occupent une place importante dans l'aile centrale de l'escalier, et huit prophètes mineurs, choisis en fonction de l'importance établie dans l'ordre du canon biblique, à savoir Baruch, Osée, Jonas, Joël, Abdias, Amos, Nahum et Habacuc.
Les proportions des chiffres sont extrêmement faussées. Certains critiques attribuent cela à l'incompétence de son groupe d'assistants ou aux difficultés de manipulation du ciseau générées par sa maladie, tandis que d'autres penchent pour une intentionnalité expressive et d'autres encore comprennent les déformations comme une ressource éminemment technique destinée à compenser la déformation résultant du point de vue bas d'où sont vues les statues, ce qui démontre que le créateur était conscient des problèmes et des exigences de la représentation figurative en raccourci. En fait, la dramaturgie de l'ensemble semble être intensifiée par ces formes aberrantes, qui sont présentées dans une gesticulation variée et théâtrale, imprégnée de significations symboliques concernant le personnage du prophète en question et le contenu de son message,,. Dix d'entre elles présentent le même type physique : un jeune homme au visage élancé et aux traits élégants, aux pommettes saillantes, à la barbe taillée et aux longues moustaches. Seuls Isaïe et Nahum apparaissent comme des vieillards à la longue barbe. Tous portent également des robes similaires, décorées de broderies, sauf Amos, le berger-prophète, qui porte une robe du type des vêtements en peau de mouton que l'on trouve chez les paysans de la région de l'Alentejo. Daniel, avec le lion à ses pieds, se distingue également dans le groupe, et l'on pense qu'en raison de la perfection de sa finition, c'est peut-être l'une des seules pièces de l'ensemble entièrement réalisée par le maître mineur. Selon Soraia Silva,

« Ce qu'Aleijadinho a effectivement laissé représenté dans ce travail, c'est une dynamique posturale d'oppositions et de correspondances. Chaque statue représente un personnage spécifique, avec son propre discours gestuel. Mais malgré cette indépendance dans l'espace représentatif et même dans l'espace physique, elles maintiennent un dialogue corporel, formant une unité intégrée dans la danse prophétique de l'annonce de la vie, de la mort et de la renaissance. »

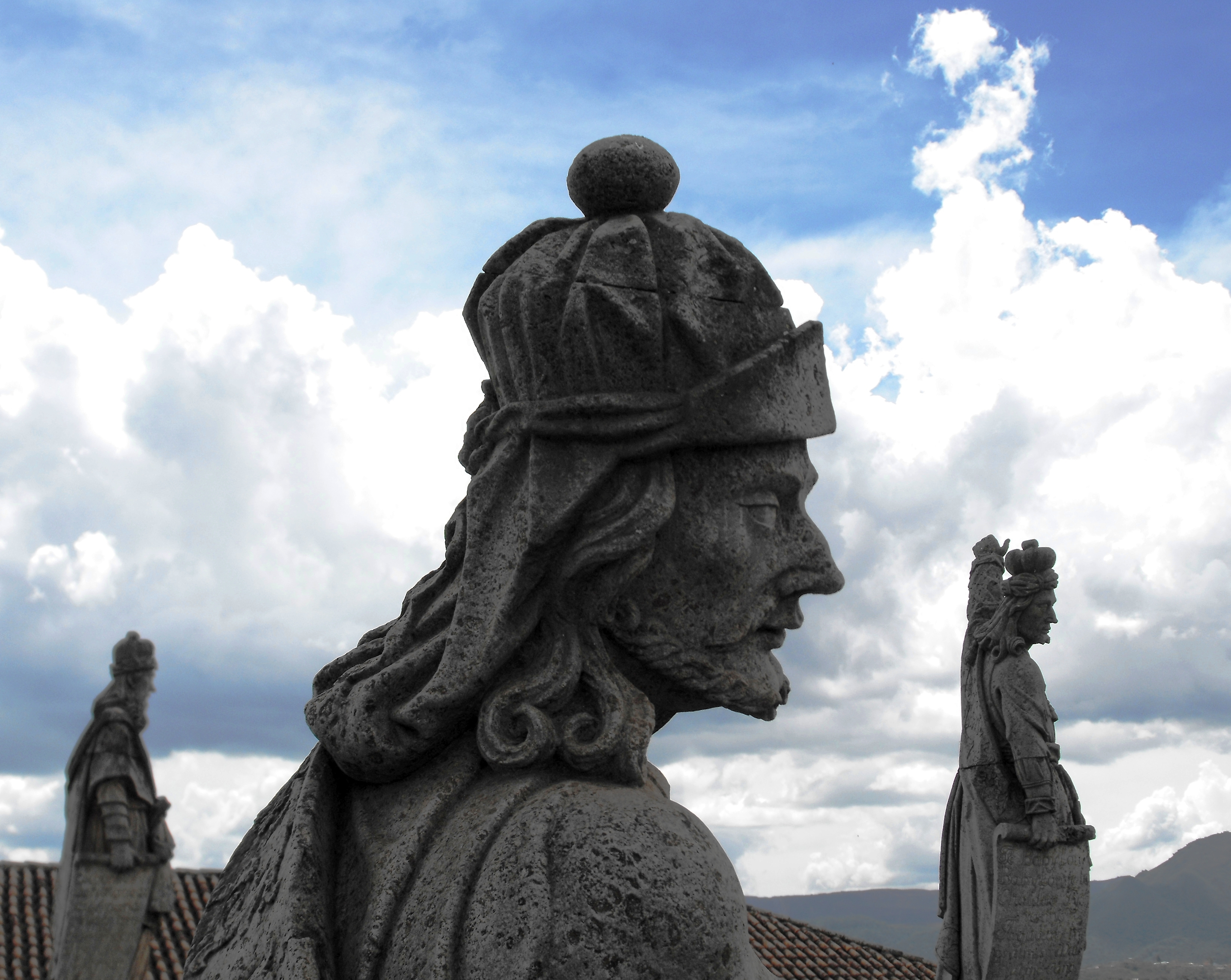
Trois des douze prophètes de l'aître du sanctuaire.

Les prophètes ont attiré l'attention de nombreux chercheurs, et diverses théories ont été proposées pour les interpréter. À titre d'exemple, Martin Dreher, dans son livre A Igreja Latino-Americana no Contexto Mundial (L'Église latino-américaine dans le contexte mondial), affirme que dans l'œuvre d'Aleijadinho « le sentiment de révolte contre les oppresseurs est vivant », faisant une association entre les prophètes et la situation politique de Minas, à l'époque agitée par la conjuration Mineira ; d'autres vont plus loin dans cette ligne de pensée, identifiant chacun des prophètes à un conjureur, dont certains que l'artiste semble avoir connu personnellement, et d'autres croient qu'il peut y avoir un symbolisme maçonnique caché dans les œuvres. Ces théories — principalement parce que la documentation d'époque sur l'artiste est très pauvre, laissant place à beaucoup de conjectures — sont loin de faire consensus et circulent de façon limitée parmi les spécialistes, bien qu'elles trouvent une place appréciable dans la culture populaire,,.
En tout cas, la scénographie est typique du baroque religieux international : dramatique, chorégraphique et éloquente. Dans le livre Profetas em Movimento (EDUSP, 2001), Soraia Maria Silva, titulaire d'une maîtrise ès arts et d'un doctorat en littérature, affirme que chaque statue représente un personnage spécifique, qui malgré son indépendance dans l'espace figuratif et physique, maintient son propre dialogue corporel. Le poète italien Giuseppe Ungaretti, émerveillé par l'intensité mystique des figures, a déclaré que « les prophètes d'Aleijadinho ne sont pas baroques, ils sont bibliques ». Gabriel Frade pense que l'ensemble intégré par l'église, le grand cimetière et les prophètes est devenu l'un des plus célèbres de l'architecture sacrée au Brésil, étant un exemple parfait de la façon dont des éléments interdépendants se complètent les uns les autres couronnant la totalité de l'œuvre en harmonie. Pour John Bury,

« Les Prophètes d'Aleijadinho sont des chefs-d'œuvre, et cela sous trois aspects distincts : architecturalement, en tant que groupe ; individuellement, en tant qu'œuvres sculpturales, et psychologiquement, en tant qu'étude des personnages qu'ils représentent. De ce dernier point de vue, ce sont [...] les sculptures de personnages de l'Ancien Testament les plus satisfaisantes qui aient jamais été exécutées, à l'exception du Moïse de Michel-Ange. [...] La profondeur du travail d'Aleijadinho lui confère une position unique dans l'art colonial portugais et espagnol. »

Aujourd'hui, l'ensemble du Sanctuaire est un site du patrimoine mondial, tel que déclaré par l'Organisation des Nations unies pour l'éducation, la science et la culture (Unesco), en plus d'être répertorié par l'Institut national du patrimoine artistique et historique (IPHAN).

#### Reliefs

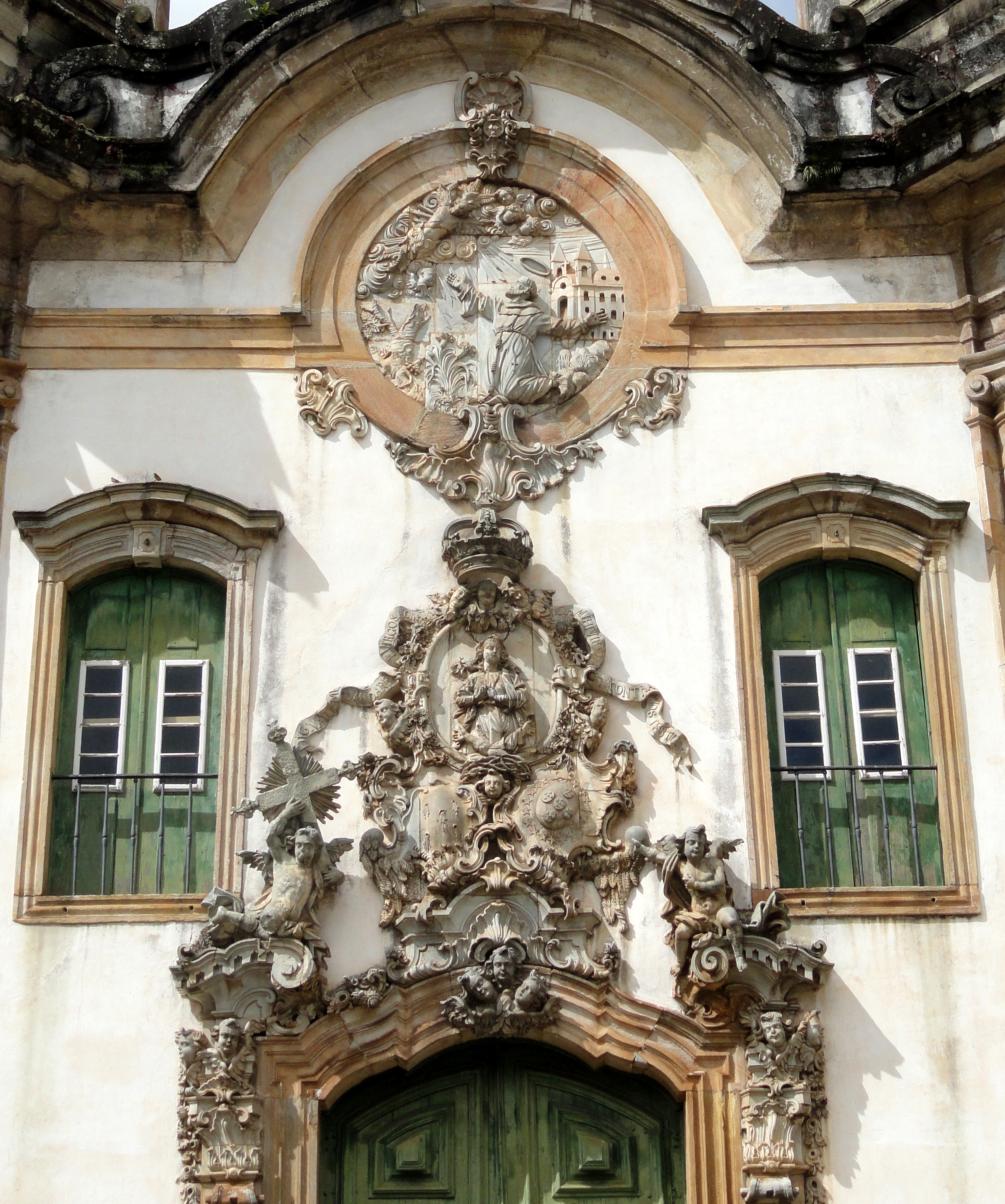
Relief du portique de l'église de São Francisco à Ouro Preto.

Toujours dans le domaine de la sculpture, on trouve les grands reliefs qu'il a sculptés pour les porches des églises, ce qui a introduit au Brésil un modèle de grande postérité. Typique de cette innovation est le blason couronné flanqué d'anges, qui est apparu pour la première fois sur la porte de l'église do Carmo à Sabará. Bazin a relié ce modèle aux prototypes du baroque portugais de l'époque de Dom João V, qui étaient souvent utilisés là-bas et au Brésil pour le couronnement des retables, mais la présence répétée de ces éléments dans les églises carmélites portugaises suggère également une préférence de cet Ordre religieux,.
Aleijadinho a transféré ce modèle sur les portails des églises franciscaines d'Ouro Preto et de São João del-Rei, où la composition devient beaucoup plus complexe et virtuose. À Ouro Preto, les anges présentent deux blasons côte à côte, unis par la couronne d'épines du Christ et les armes stigmatisées, symboles de l'Ordre franciscain, et par-dessus cela un grand médaillon s'ouvre avec la figure de la Vierge Marie, terminé par une grande couronne royale. L'ensemble est décoré de guirlandes, de fleurs, de têtes de chérubins et de rubans portant des inscriptions, ainsi que de rinceaux et de motifs de coquillages et de feuillages. La conception des frontons, en arc de cercle, et l'ajout de fragments d'entablement au-dessus des pilastres latéraux, décorés de denticules et de volutes, sont également nouveaux. Les mêmes motifs apparaissent à São João del-Rei, mais tous ces portails ont apparemment été modifiés dans leur partie structurelle par Cerqueira. L'exemple d'Ouro Preto se distingue par la présence d'un relief supplémentaire occultant l'oculus, où São Francisco de Assis semble recevoir les stigmates,, ce qui pour Mário de Andrade est l'une de ses créations les plus exquises, alliant une douceur et un réalisme remarquables.
Dans la même catégorie, il faut rappeler les lavabos et les chaires monumentales qu'il a sculptées en pierre ollaire dans les églises d'Ouro Preto et de Sabará, le tout avec une riche production sculpturale en relief, tant ornementale que descriptive,,.

#### Liste d'œuvres documentées
Informations tirées d'un article de Felicidade Patrocínio publié dans le Journal de l'Institut historique et géographique de Montes Claros :
- 1752 - Ouro Preto : Fontaine du Palácio dos Governadores. Croquis exécuté par Aleijadinho.
- 1757 - Ouro Preto : Fontaine de l'Alto da Cruz. Croquis exécuté par Aleijadinho.
- 1761 - Ouro Preto : Buste dans la fontaine d'Alto da Cruz.
- 1761 - Ouro Preto : Table et quatre bancs pour le Palácio dos Governadores.
- 1764 - Barão de Cocais : Image sculptée de Saint Jean-Baptiste sur pierre ollaire et conception de l'arc en croix à l'intérieur du Sanctuaire de Saint Jean-Baptiste.
- 1770 - Sabará : Travail non précisé pour l'église de Nossa Senhora do Carmo.
- 1771 - Rio Pomba : Mesure du croquis du maître-autel de l'église mère.
- 1771-1772 - Ouro Preto : Croquis de l'autel principal de l'église de São José.
- 1771 - Ouro Preto : Mesure du croquis de l'église Nossa Senhora do Carmo.
- 1771 - Ouro Preto : Croquis d'une boucherie.
- 1771-1772 - Ouro Preto : Chaires de l'église de São Francisco.
- 1773-1774 - Ouro Preto : Couverture de la chapelle principale de l'église de São Francisco.
- 1774 - São João del-Rei : Approbation du croquis de l'église de São Francisco.
- 1774 - Sabará : Travail non précisé pour l'église de Nossa Senhora do Carmo.
- 1774 - Ouro Preto : Nouveau croquis du portail de l'église de São Francisco.
- 1775 - Ouro Preto : Croquis de la chapelle et de l'autel de l'église de Nossa Senhora das Mercês.
- 1777-1778 - Ouro Preto : Inspection des travaux de l'église de Nossa Senhora das Mercês.
- 1778 - Sabará : Inspection des travaux de l'église de Nossa Senhora do Carmo.
- 1778-1779 - Ouro Preto : Croquis de l'autel de l'église de São Francisco.
- 1779 - Sabará : Croquis du chœur et d'une statue pour l'église de Nossa Senhora do Carmo.
- 1781 - Sabará : Travaux non précisés pour l'église de Nossa Senhora do Carmo.
- 1781 - São João del-Rei : Commande du croquis d'un autel pour l'église de São Francisco.
- 1781-1782 - Sabará : Chancellerie, chaires, chœur et portes principales de l'église de Nossa Senhora do Carmo.
- 1785 - Morro Grande: Inspection des travaux de l'église mère.
- 1789 - Ouro Preto : Pierres d'ara pour l'église de São Francisco.
- 1790 - Mariana : Inscription du deuxième conseiller à la Maison du maire et de la prison.
- 1790-1794 - Ouro Preto : Autel de l'église de São Francisco.
- 1794 - Ouro Preto : Inspection des travaux de l'église de São Francisco.
- 1796-1799 - Congonhas : Figures du calvaire pour le Sanctuaire de Bom Jesus de Matosinhos.
- 1799 - Ouro Preto : Quatre anges sur un piédestal pour l'église de Nossa Senhora do Pilar.
- 1800-1805 - Congonhas : Douze prophètes pour le cimetière du Sanctuaire de Bom Jesus de Matosinhos.
- 1801-1806 - Congonhas : Lampes pour le Sanctuaire du Bom Jesus de Matosinhos
- 1804 - Congonhas : Caisse de l'orgue du Sanctuaire de Bom Jesus de Matosinhos.
- 1806 - Sabará : Croquis de l'autel (attribution contestée) pour l'église de Nossa Senhora do Carmo.
- 1807 - Ouro Preto : Retables de Saint Jean et de Nossa Senhora da Piedade pour l'église de Nossa Senhora do Carmo.
- 1808 - Congonhas : Chandeliers pour le Sanctuaire de Bom Jesus de Matosinhos.
- 1808-1809 - Ouro Preto : Retables de Sainte Quitterie et Sainte Lucie pour l'église de Nossa Senhora do Carmo.
- 1810 - São João del-Rei : Croquis du portail et du chandelier pour l'église mère.
- 1829 - Ouro Preto : Retables latéraux pour l'église de São Francisco, exécutés de façon posthume.

## Postérité

### Expositions et rétrospectives notables

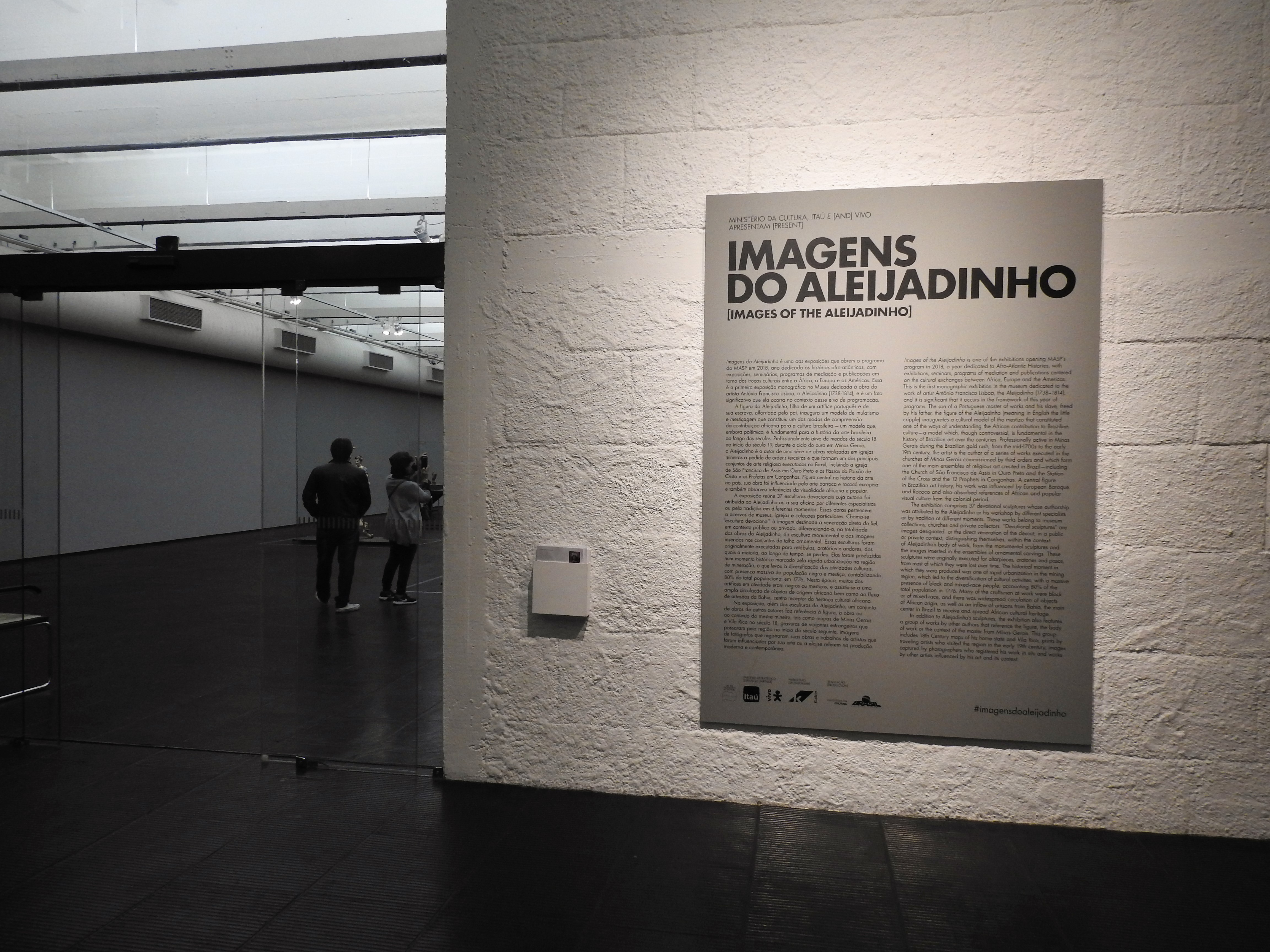
Le Musée d'art de São Paulo a organisé en 2018 une exposition consacrée à l'œuvre d'Aleijadinho : Imagens do Aleijadinho.

De nombreuses rétrospectives individuelles ou inclusions dans des rétrospectives collectives ont eu lieu :

#### Rétrospectives individuelles
- Aleijadinho, 1978, Musée d'Art moderne de Rio de Janeiro ;
- Antônio Francisco Lisboa o Aleijadinho: o que vemos e o que sabemos, 2000-2001, Musée national des Beaux-Arts du Brésil ;
- Imagens do Aleijadinho, 2018, Musée d'art de São Paulo.

#### Rétrospectives collectives
- Barroco no Brasil, 1961, Museus de Arte Brasileira da Fundação Armando Álvares Penteado (pt) ;
- From Aleijadinho to Niemeyer, 1983, New York[124] et à l'Institut de technologie de l'Illinois de Chicago[125] ;
- Tradição e Ruptura: síntese de arte e cultura brasileiras (Biennale de São Paulo), 1984-1985, Fundação Bienal de São Paulo (pt) ;
- A Mão Afro-Brasileira, 1988, Musée d'Art moderne de São Paulo ;
- 24ª Bienal Internacional de São Paulo, 1998, Fundação Bienal de São Paulo ;
- Brésil Baroque: entre ciel et terre, 1999-2000, musée des Beaux-Arts de la Ville de Paris ;
- Brasil + 500 Mostra do Redescobrimento, 2000, Fundação Bienal de São Paulo, puis au Musée national des Beaux-Arts du Brésil (2000-2001) ;
- Museu de Arte Brasileira: 40 anos, 2001, Museu de Arte Brasileira ;
- Brazil: body and soul, 2001-2002, Musée Solomon R. Guggenheim (New York) ;
- Barroco no Museu Nacional de Belas Artes, 2002, Musée national des Beaux-Arts du Brésil.

### Hommages

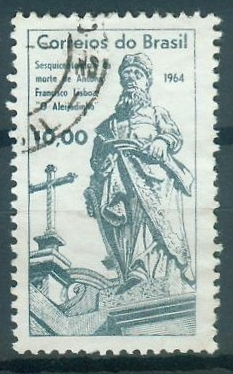
Le timbre-poste célébrant les 150 ans de la mort d'Aleijadinho.

En 1964, le Brésil célèbre le 150e anniversaire de la mort d'Aleijadinho et publie à cette occasion un timbre-poste commémoratif représentant l'une des statues qu'il a sculptées pour le Sanctuaire de Bom Jesus de Matosinhos.
En 2014, l'image de la statue du prophète Daniel du Sanctuaire de Bom Jesus de Matosinhos a été choisie comme symbole de l'Année du Baroque Mineiro, qui a également célébré le bicentenaire de la mort d'Aleijadinho, une occasion au cours de laquelle de nombreuses activités culturelles destinées à la population laïque et aux chercheurs ont été organisées à Congonhas et dans d'autres villes, notamment un colloque et le lancement d'un livre sur la production du maître, ainsi que de grandes festivités publiques,,.

### Réception critique
Après une période de relative obscurité après sa mort, bien qu'il ait été commenté par plusieurs voyageurs et érudits de la première moitié du XIXe siècle comme Auguste de Saint-Hilaire et Richard Francis Burton, parfois de façon peu flatteuse, le nom d'Aleijadinho revient sur le devant de la scène avec la biographie du pionnier Bretas en 1858, déjà citée. L'empereur Pedro II appréciait son travail. Mais c'est plus tard que son nom est revenu avec force dans la discussion esthétique et historique, avec les recherches d'Affonso Celso et de Mário de Andrade au début du XXe siècle, alliées au nouveau prestige dont le baroque mineiro jouissait auprès du gouvernement, prestige qui a conduit à la création de l'Inspection des monuments nationaux, le prédécesseur de l'IPHAN, en 1933. Pour les modernistes du groupe de Mário, qui étaient engagés dans un processus de création d'un nouveau concept d'identité nationale, connaître l'œuvre d'Aleijadinho a été comme une révélation inspirante, où ils étaient accompagnés de quelques illustres théoriciens francophones, à une époque où le style baroque était très discrédité parmi l'intellectualité de l'Europe, mais au Brésil il était devenu le sujet du moment. Admiré, Blaise Cendrars avait l'intention d'écrire un livre sur lui, mais cela ne s'est pas concrétisé. Cependant, les études ont été élargies dans les années suivantes par, entre autres, Roger Bastide, Rodrigo Melo Franco, Gilberto Freyre, Germain Bazin et aussi par les techniciens de l'IPHAN, et se sont depuis lors développées pour aborder une grande variété de sujets sur la vie et l'œuvre de l'artiste, affirmant généralement l'importance superlative de sa contribution,,,. Lúcio Costa a maintenu une position divisée ; il lui a refusé le talent d'architecte, et a repoussé son travail dans ce domaine comme étant inférieur, de niveau décoratif seulement, et a ironisé sa personne également, le qualifiant de « tragique récalcitrant », bien qu'à un autre moment il l'ait loué comme « la plus haute expression individualisée de l'art portugais de son temps ».
Sa reconnaissance dépasse les frontières du Brésil. Pour une bonne partie de la critique moderne, Aleijadinho représente un moment singulier dans l'évolution de l'art brésilien, étant un point de confluence des différentes racines sociales, ethniques, artistiques et culturelles qui ont fondé la nation, et plus que cela, représente de cette synthèse une expression plastique de très haute qualité, étant le premier grand artiste véritablement national,. Parmi les nombreuses opinions de ténor similaire, Bazin le loue comme le « Michel-Ange brésilien », pour Carlos Fuentes il est le plus grand « poète » de l'Amérique coloniale, José Lezama Lima l'a appelé « l'apogée du baroque américain », Regis St Louis et ses collaborateurs du Lonely Planet lui donnent une place dans la scène artistique nationale, John Crow le considère comme l'un des créateurs les plus doués de cet hémisphère de tous les temps, et João Hansen affirme que ses œuvres commencent déjà à s'identifier au Brésil aux côtés de la samba et du football dans d'autres pays, étant devenues l'une des icônes nationales pour les étrangers. Il existe déjà un musée spécialement voué à la préservation de sa mémoire, le Musée Aleijadinho, fondé à Ouro Preto en 1968, et sa ville natale promeut régulièrement la « Semaine de l'Aleijadinho », avec des rencontres de chercheurs alliées à des commémorations populaires, dont il est le thème principal. Le prestige de l'artiste auprès des critiques spécialisés accompagne sa popularité auprès des laïcs brésiliens. Le Centro Cultural Banco do Brasil de Rio de Janeiro a organisé en 2007 l'exposition Aleijadinho et son temps - Foi, ingénierie et art, qui a enregistré une fréquentation record de 968 personnes. 577 visiteurs, le plus grand public, en chiffres absolus, ont été accueillis dans une exposition organisée au cours des dix-sept années de fonctionnement du CCBB de Rio, dépassant les chiffres de la Biennale internationale de São Paulo (535 000), et des expositions « Picasso Na Oca » (905 000) et « Guerreiros de Xi'an » (817 782). La présence de ses œuvres dans les villes minières est l'une des grandes attractions touristiques de la région.
Grammont, Gomes Júnior, Chartier, Barretto et d'autres mettent en garde contre le danger de la perpétuation de visions mythifiantes, romancées et fantaisistes sur l'artiste, qui tendent à occulter sa contextualisation correcte et la compréhension claire de sa stature artistique et de l'extension de son originalité, à partir du folklore copieux que depuis l'époque de Vargas, tant l'administration que le peuple ont créé autour de sa figure mal connue et mystérieuse, l'élevant au rang de héros national,,,,. Hansen signale même comme preuve lamentable de cette situation l'occurrence de la manipulation politique de l'image de l'Aleijadinho à l'étranger, citant la censure gouvernementale à la publication d'études plus critiques dans le catalogue d'une grande exposition qui incluait l'artiste montée en France, parrainée par le gouvernement fédéral.

### Filmographie
Aleijadinho a déjà été représenté comme un personnage au cinéma et à la télévision : en 1915, Guelfo Andaló a réalisé le premier film biographique sur l'artiste ; en 1968, il a été interprété par Geraldo Del Rey (pt) dans le film Cristo de Lama: a história do Aleijadinho ; Maurício Gonçalves (pt) dans le film Aleijadinho - Paixão, Glória e Suplício (2003), et Stênio Garcia (pt) dans un Caso Especial de TV Globo.
En 1978, Aleijadinho a fait l'objet d'un documentaire, O Aleijadinho (pt), réalisé par Joaquim Pedro de Andrade et narré par Ferreira Gullar.
Les sculptures d'Aleijadinho exécutées pour le Sanctuaire de Bom Jesus de Matosinhos sont centrales dans le film A Madona de Cedro, réalisé en 1968 par Carlos Coimbra, puis dans une mini-série éponyme de 1994 tirée du film.
En l'an 2000, alors qu'on célèbre les 500 ans de la découverte du Brésil, G. Santos Pereira réalise le film O Aleijadinho, qui étudie l'héritage noir de l'artiste, en en faisant « un artiste emblématique de l'identité noire brésilienne ».